# Hanse
Pour les articles homonymes, voir Hanse (homonymie).

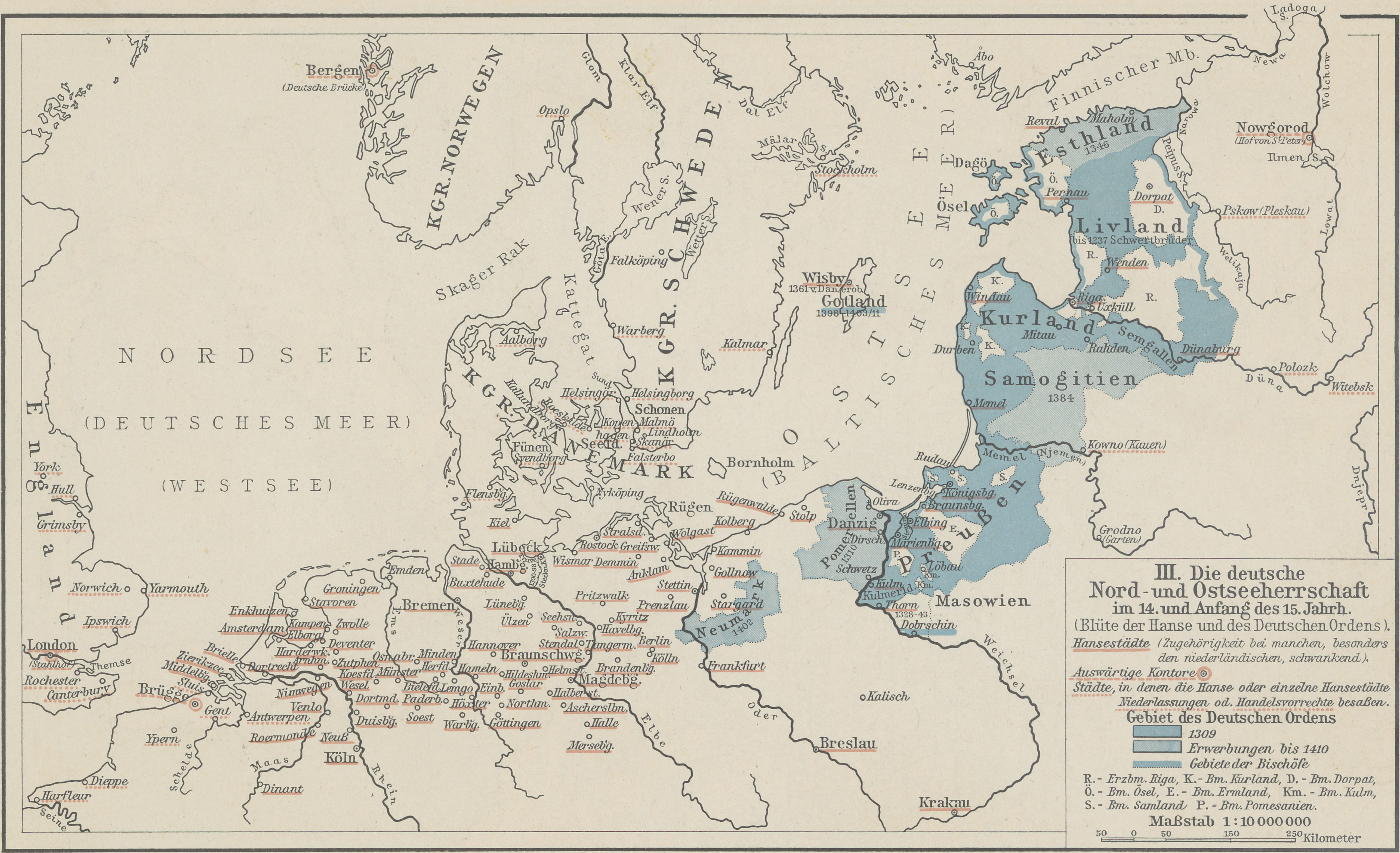
Les villes de la Hanse au XV (soulignées en rouge) et les États teutoniques (en bleu).

La Hanse — en français, Guilde hanséatique ou Ligue commerciale hanséatique, Ligue hanséatique, Hanse germanique ou Hanse teutonique — est le terme désignant l'association historique des villes marchandes de l'Europe du Nord autour de la mer du Nord et de la mer Baltique. Elle se distingue des autres hanses en ce sens que son commerce repose sur des privilèges jalousement défendus qui leur ont été octroyés par divers souverains européens.
Pendant trois siècles, cette Hanse en particulier, et à un moindre degré les hanses par extension, ont eu un rôle dominant au niveau commercial, puis politique, en Europe. Actives du XIIe au XVIIe siècle, leur déclin et quasi-disparition ont été achevées en 1648 avec les traités de Westphalie signant la fin de la guerre de Trente Ans et la fin de la guerre de Quatre-Vingts Ans.
La croissance de la Ligue hanséatique a lieu dans un monde où colonisation et évangélisation vont de pair. Elle est particulièrement liée à la montée de l'ordre des Chevaliers teutoniques, au prosélytisme catholique servant de façade aux jeux de pouvoir mondiaux de l'époque.

## Étymologie
Au Moyen Âge, une hanse, parfois appelée anse, est une association professionnelle de marchands exerçant une activité commune. De telles associations existaient par exemple à Paris, à Londres ou encore entre les villes du Nord de la France et des Pays-Bas comme avec la Hanse drapière des XVII villes. On parle aussi de hanse en ce qui concerne les Phéniciens de la période classique (880-675 av. J.-C.).
L'opinion longtemps courante donne comme origine du mot hanse un vieux mot allemand hansa qui signifie « association de marchands ». Une conférence internationale de 38 enseignants spécialistes de la Hanse a conclu en 1992 que la racine exacte de Hanse est incertaine, mais qu'il semblerait qu’à l’origine ce n’était pas un mot allemand. Il partage probablement ses racines avec le vieux haut allemand hansa qui signifie « troupe de soldats », mais le terme est peut-être apparu en Angleterre ou dans les Flandres.
Trois sens, significatifs de la nature de la Ligue hanséatique elle-même, ont été déterminés avec certitude pour ce mot qui pouvait désigner :
- « Un groupement de marchands travaillant en coopération, notamment ceux qui pratiquaient le commerce maritime »[1]. 
En latin médiéval, hansa est déjà cité au sens de « association de marchands » en 1199[7],[8].
- « Un groupe de marchands jouissant de certains privilèges, souvent sous forme de monopole ». 
En particulier, les marchands de Hambourg sont désignés par le nom de Hanse pour la première fois en 1266[1].
- « Un droit imposé aux marchands qui voulaient bénéficier des privilèges accordés aux marchands faisant partie de l’organisation »[1]. 
En latin médiéval, hansa est cité au sens de « cotisation » dès 1127[8], et vers 1223 on trouve déjà l'expression « payer la hanse », qui signifie alors « s'acquitter d'un droit »[9] (non spécifiquement celui dû par les marchands à la hanse).

Ce terme s’est finalement appliqué plus spécifiquement aux marchands de plusieurs villes du Nord de l’Allemagne, coopérant ensemble pendant le Moyen Âge pour contrôler le commerce maritime sur la Baltique et la mer du Nord. Cette forme d'association s'appelait autrefois guilde et comprenait parfois en son sein des mercenaires servant à protéger les intérêts des marchands.
Sous ses deux formes de hanse et anse, le mot a produit des dérivatifs, notamment l'adjectif et substantif hanséate ou anséate (par exemple « sénateurs hanséates », et hanséatique / anséatique (« villes hanséatiques »).

## Histoire de la ligue hanséatique

### Origine de la ligue

#### Le contexte commercial en Europe du Nord (XIIesiècle)
Avant l’essor des grandes villes hanséatiques, les échanges commerciaux dans l’espace baltique bénéficient déjà d’un encadrement structuré, notamment en Scandinavie. Dès le XIe siècle, les souverains comme Knut IV du Danemark imposent des taxes aux marchands, attestant de la reconnaissance du commerce comme source de richesse pour l'État. Parallèlement, les marchands nordiques s'organisent en félag, des partenariats commerciaux (contrats de soutien mutuel) attestés notamment par des inscriptions runiques à Sigtuna. Ces structures préfigurent les premières guildes marchandes et contribuent à l'émergence d’un espace économique cohérent autour de la Baltique.

Au XIIe siècle, l’Europe du Nord connaît une forte croissance démographique, économique et urbaine. Autour de la mer Baltique et de la mer du Nord, un réseau d’échanges se développe rapidement. Les routes commerciales reliant les régions productrices de céréales, de fourrures, de poisson ou de sel deviennent vitales. De nombreuses villes sont fondées ou s’épanouissent, notamment en Allemagne du Nord : Rostock, Wismar, Stralsund, Stettin, Dantzig et Elbing.

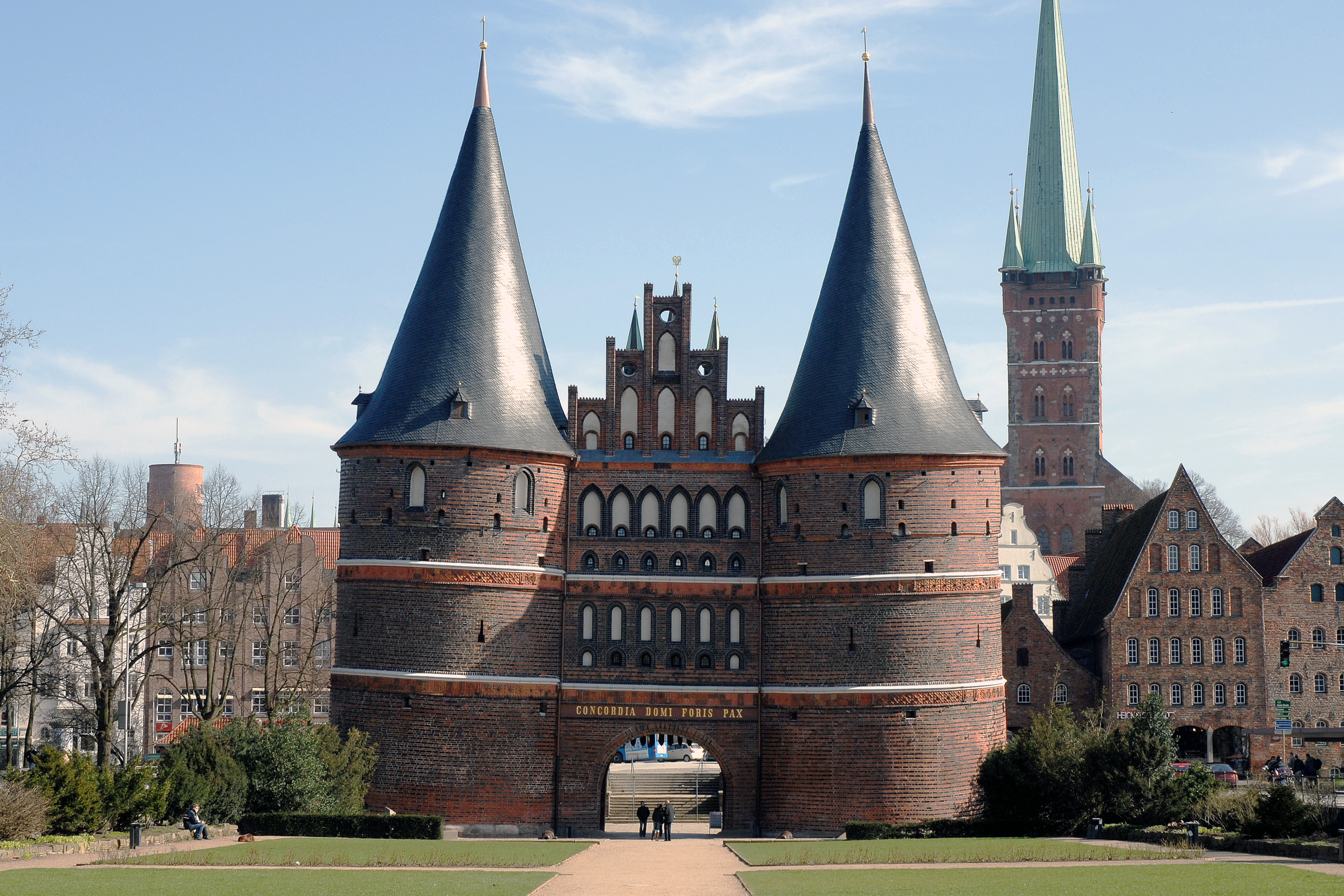
La Holstentor de Lübeck, construite en 1464, est la seule porte historique subsistante.

Dès le milieu du XIIe siècle, des marchands allemands commercent avec l’île de Gotland, notamment avec la ville de Visby, qui devient un point stratégique pour les échanges entre l’Est (Novgorod) et l’Ouest.
Un traité de paix signé en 1161 entre duc de Saxe Henri le Lion et Gotland facilite la formation d'une première guilde de marchands allemands à Visby, ancêtre direct de la coopération hanséatique.
De nombreuses guildes marchandes se forment dans la Baltique, comme la guilde de Saint Knud à Schleswig. On note dès 1173–1175, dans Londres, des accords Hansa offrant exemptions et protections, précurseurs du mouvement d’alliance du xIIIe siècle. 

#### L’essor de Lübeck et des premières alliances (XIIIesiècle)
Lübeck, située à l’interface de la mer Baltique et de l’intérieur germanique, joue un rôle central dès ses débuts. Elle devient une plaque tournante du commerce de sel, céréales et poissons. Très vite, elle établit des relations privilégiées avec d’autres villes marchandes.
C'est surtout la refondation de Lübeck par Henri le Lion après son incendie en 1159 qui est considérée comme le principal évènement fondateur de la Hanse. En 1160, Henri le Lion octroie à Lübeck le droit urbain de Soest (Soester Stadtrecht), alors utilisé en Westphalie, marquant le point de départ de l’autonomie juridique de la ville. Ce droit est progressivement adapté aux besoins locaux et marchands, donnant naissance à un droit propre, le droit de Lübeck (Lübisches Recht), qui s’impose au XIIIe siècle comme modèle juridique dans tout l’espace baltique,,. Ce cadre légal urbain structuré attira marchands et favorisa la formation d’alliances commerciales stables.
En 1226, Lübeck se voit attribuer par Frédéric II  le statut de ville impériale libre, consolidant sa capacité à attirer des marchands en lui conférant une autonomie juridique et protection renforcée. Les villes de Hambourg et de Lübeck forment une alliance en 1230, confirmée par un écrit en 1241.

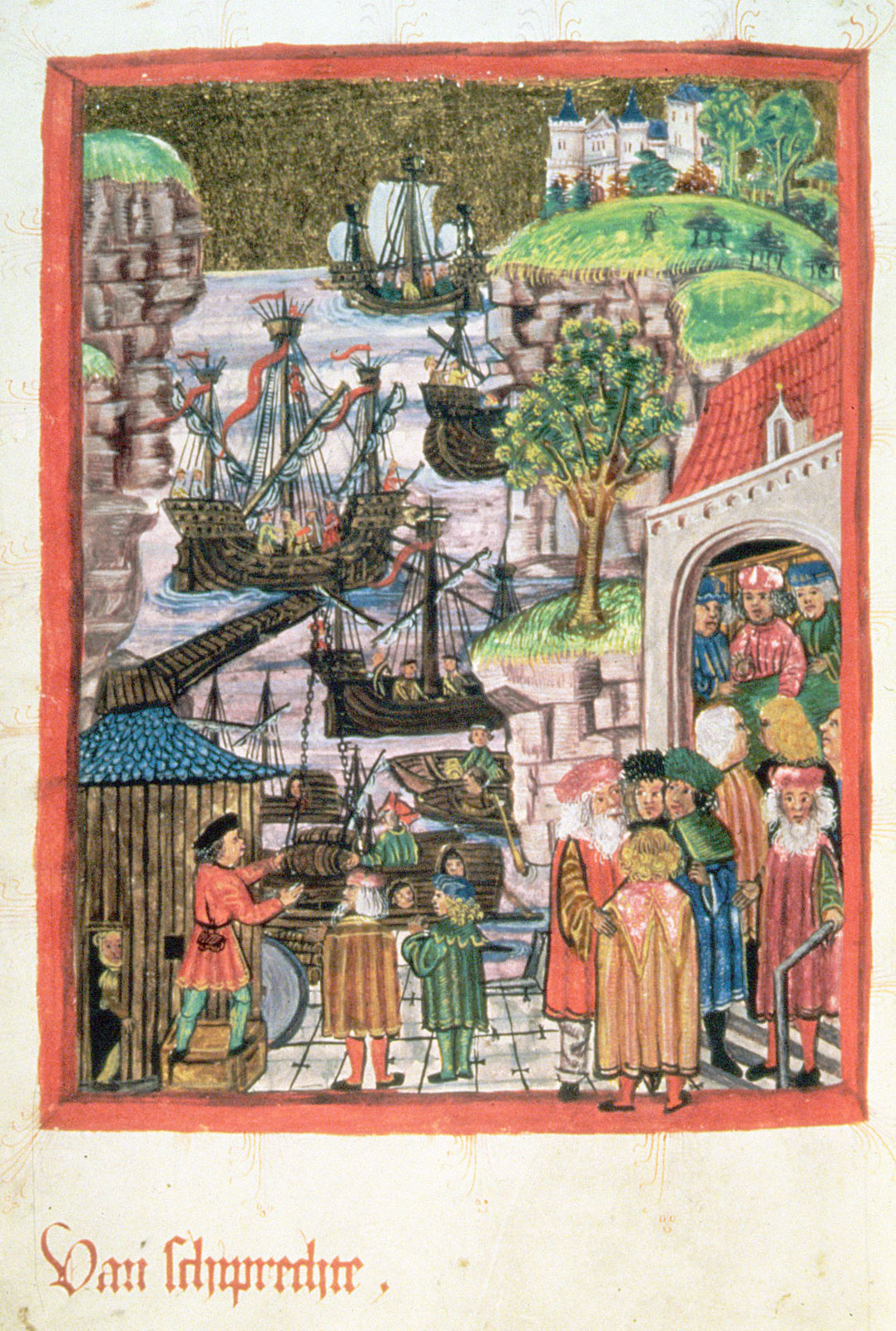
Couverture du *Stadtrecht* de Hambourg (1497), section « Van schiprechte », droit maritime

En 1259, plusieurs villes du nord de l’Allemagne — Lübeck, Wismar, Rostock, Stralsund et Kiel — forment une alliance appelée Wendischer Städtebund (Ligue des villes wendes) pour sécuriser leurs intérêts terrestres et maritimes.
Dès le milieu du XIIIe siècle, un usage partagé du droit de Lübeck se formalise : vers 1265, des cités adoptent ce cadre légal pour établir une législation commune visant à défendre les intérêts marchands au-delà des frontières municipales.
Cette alliance s’élargit ensuite à Luneburg (proche d’Hambourg) et aux villes poméraniennes comme Greifswald, Stettin et Anklam. Certaines de ces cités participent aussi à la Wendish Mint Association, une union monétaire régionale.

#### Passage de la Hanse des marchands à la Hanse des villes
À la fin du XIIIe siècle, la coopération entre marchands laisse place à une Hanse des villes, plus structurée et offensive politiquement. La Hanse organise des blocus contre Novgorod, Bruges, la Norvège, et devient une puissance collective, capable d’imposer ses intérêts à des États.
Le blocus de Novgorod en 1268 puis en 1277/1278, démontre sa capacité à prendre des mesures de pression économique contre des entités majeures du commerce baltique.
En 1280, face à des restrictions imposées par le comte de Flandre Gui de Dampierre qui portaient atteinte aux privilèges des marchands allemands (et ibériques), la Hanse déplace temporairement son kontor de Bruges à Aardenburg, instaurant un embargo commercial. Bruges subit un effondrement économique : le kontor ne revient qu’en 1282, après la restauration des privilèges hanséatiques. Cet événement marque l’un des premiers usages de la pression économique collective orchestrée par la Hanse. Le kontor hanséatique de Bruges sera à nouveau déplacé à Aardenburg en 1307–1310, puis en 1350 – ces stratégies d’embargos économiques visant à protéger les privilèges hanséatiques.
En 1284, la Hanse impose un blocus des ports norvégiens, notamment Bergen, pour obtenir la confirmation et l’élargissement des privilèges commerciaux que les marchands allemands y tenaient. La restriction d’importations, notamment de céréales, pousse la couronne norvégienne à négocier et à confirmer les avantages commerciaux des Hanséates dans la région.
En 1356, se tient à Lübeck le premier Hansetag général (le 2 février). Sa tenue marque un tournant : les villes hanséatiques s’institutionnalisent comme organe collectif, prenant en charge à la fois les décisions économiques, diplomatiques et militaires. En 1359, l’expression même de « villes de la Hanse d’Allemagne » apparaît dans les traités, reflétant la transformation définitive de la « Hanse des marchands » en « Hanse des villes ».
Ce passage est le fruit de plusieurs évolutions : les conseils urbains organisés surpassent les guildes, l’écriture remplace progressivement la tradition orale, et la Hanse développe une structure logistique (navires armés, phares, pilotes) à l’échelle urbaine, garantissant efficacité et protection collective.

### Apogée de la ligue hanséatique

#### La Hanse des villes: pouvoir politique et militaire

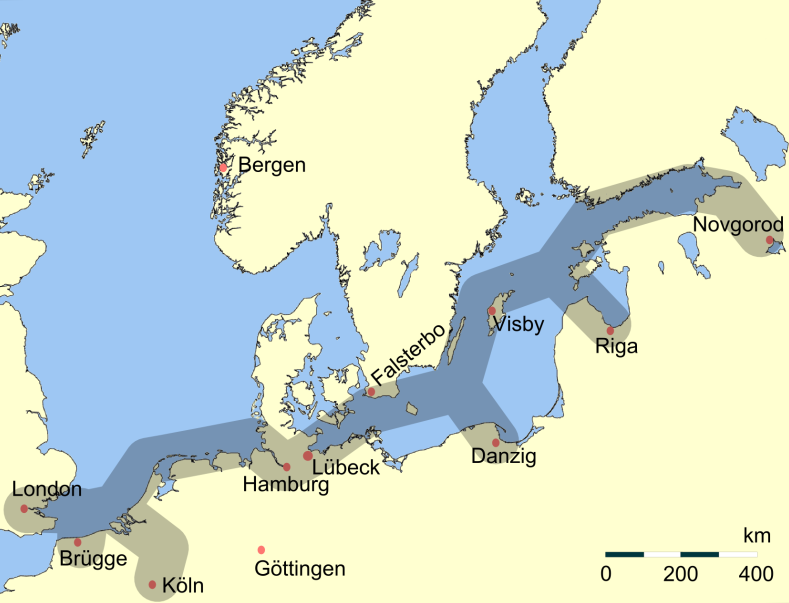
Les routes commerciales en vigueur dans la ligue hanséatique.

La Hanse devient un acteur politique à part entière en Europe du Nord. Elle signe des traités avec des États et des organisations importantes comme celle des Chevaliers Teutoniques.
L'association emporte diverses victoires militaires significatives qui lui permettent de commercer grâce aux cogues avec l'Angleterre, productrice de laine, la Russie, productrice de fourrure, la Pologne et la Prusse, exportateurs de céréales, la Scandinavie, exportatrice de hareng en caque, la Gascogne, productrice de vin, et les producteurs de textiles de Flandre.

#### Première guerre dano-hanséatique (1361-1370)

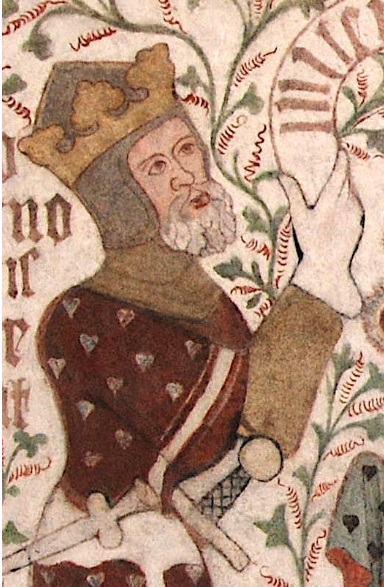
Vlademar IV, roi du Danemark.

La Hanse n'est pas un État, mais peut néanmoins lever une armée de mercenaires et infliger de lourdes défaites à quiconque tente de nuire à ses intérêts. Le Danemark en fait les frais en 1368. Le roi du Danemark Vlademar IV ayant détruit la flotte hanséatique et conquit l'ile de Gotland en 1361, il voit se dresser contre lui une ligue de 77 villes allemandes soutenues par le duc de Mecklembourg et Henri II de Holstein. Copenhague est prise et pillée par une flotte de la Ligue Hanséatique commandée par le comte de Holstein en 1368, les marches de Scanie sont occupées et Henri II de Holstein conquiert presque toutes les places du Jutland.
La Hanse bénéficie deux ans plus tard d'un traité de paix particulièrement avantageux, le traité de Stralsund, passé en 1370 par le roi du Danemark : elle parvient à obtenir le renouvellement de ses privilèges de même que le paiement d'une forte indemnité.
En plus d'imposer une présence sur le territoire du Danemark et de donner à la Ligue un quasi-monopole sur le commerce entre la Baltique et la mer du Nord, négociant entre autres le libre passage du détroit de l'Øresund (entre Copenhague et Malmö), le traité accorde également à la Hanse un droit de veto sur la succession au trône du Danemark.

#### Création de l'Union de Kalmar
C'est pour faire face à la montée en puissance de la Ligue hanséatique, et plus particulièrement de la ville allemande de Lübeck, que les trois royaumes nordiques du Danemark, de la Norvège et de la Suède mirent de côté leurs divergences pour s'unir sous un seul monarque. Cette  union personnelle  entre les trois nations donna naissance à l'Union de Kalmar.
Sous  Marguerite Ire, l'architecte de l'Union de Kalmar, la Ligue hanséatique fut contrainte de restituer plusieurs forts de  Scanie  que la Hanse avait saisis en vertu du  traité de Stralsund. Marguerite écarta ainsi la Ligue hanséatique de la politique intérieure du Danemark. Malgré cela, la Ligue hanséatique demeura proche de l'Union de Kalmar. Elle aida le Danemark à reconquérir  Gotland  et ne s'opposa pas à la formation de l'union. De ce fait, les deux partis ne s'engagèrent dans aucun conflit militaire durant le règne de Marguerite.

#### Frères des victuailles (1392-1433)

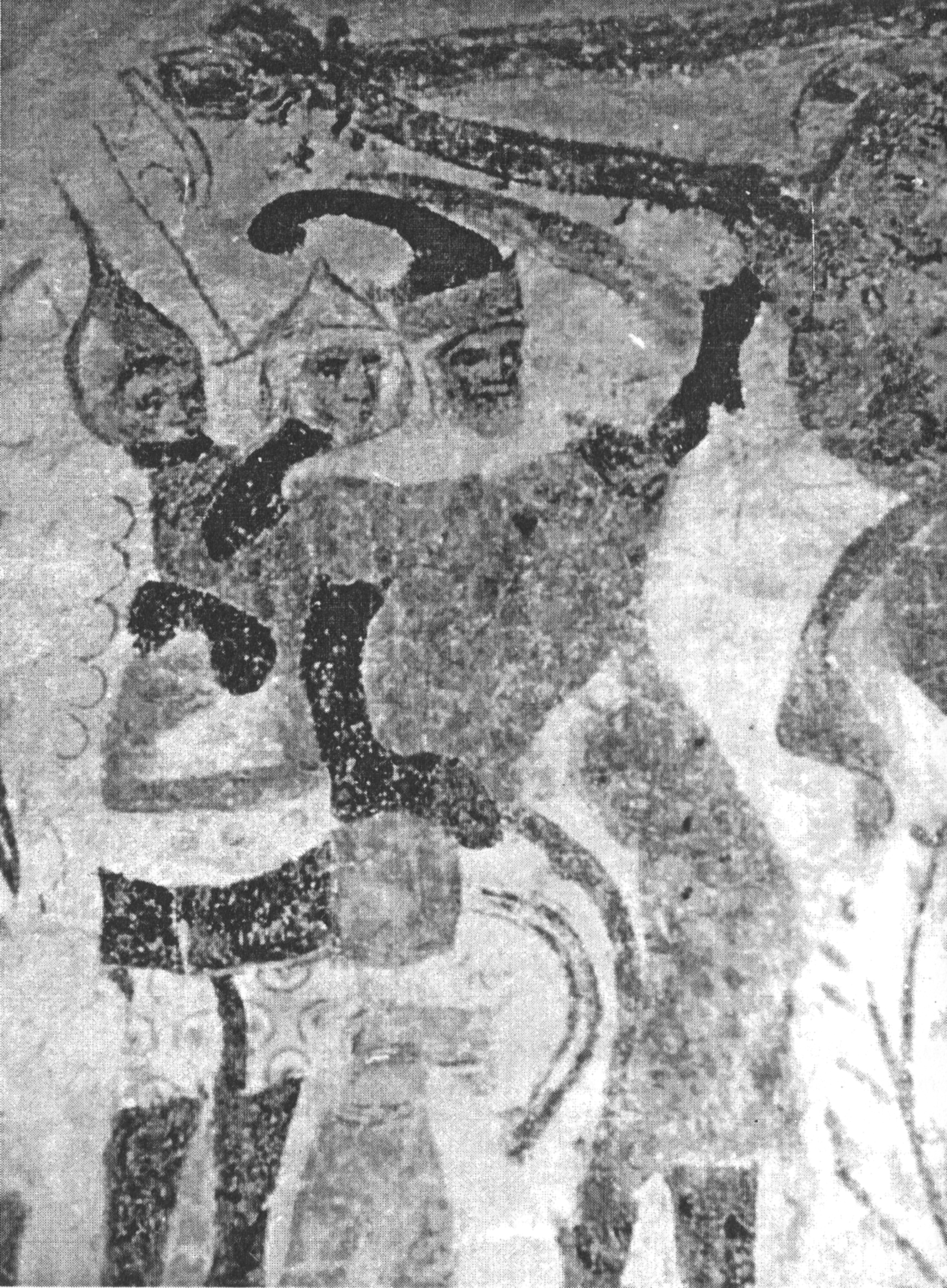
Représentation des frères des victuailles dans l'église de Bunge à Gotland, vers 1405.

L’équilibre politique en mer Baltique est profondément bouleversé par la formation de l’Union de Kalmar. Dans ce contexte conflictuel, les cités de Mecklembourg et de Frise orientale soutiennent l’action de corsaires connus sous le nom de Frères des Victuailles (Vitaliebrødre en danois, Vitalienbrüder en allemand), initialement chargés de ravitailler la ville de Stockholm en 1392 lors de la guerre de succession suédoise entre Marguerite et Albert de Mecklembourg. Rapidement, ces corsaires se livrent à la piraterie contre les intérêts danois, mais aussi contre certains convois marchands de la Hanse. Leur activité devient suffisamment problématique pour que les villes hanséatiques, bien qu’ayant toléré leur action dans un premier temps, finissent par les considérer comme une menace.
Toutefois, une convergence d’intérêts entre la Hanse et les derniers groupes de Frères des Victuailles s’opère à nouveau face à l’Union de Kalmar. Durant la Seconde guerre dano-hanséatique, plusieurs anciens Vitaliens participeront aux opérations navales contre le Danemark, notamment en 1429 lors de l’incendie de la forteresse de Bergen et en 1433 avec une attaque sur Emden. Ces actions marquent cependant la fin de leur influence : progressivement éliminés ou intégrés dans les flottes régionales, les Frères des Victuailles disparaissent comme force autonome à la fin du conflit.

#### Seconde guerre dano-hanséatique (1426-1435)

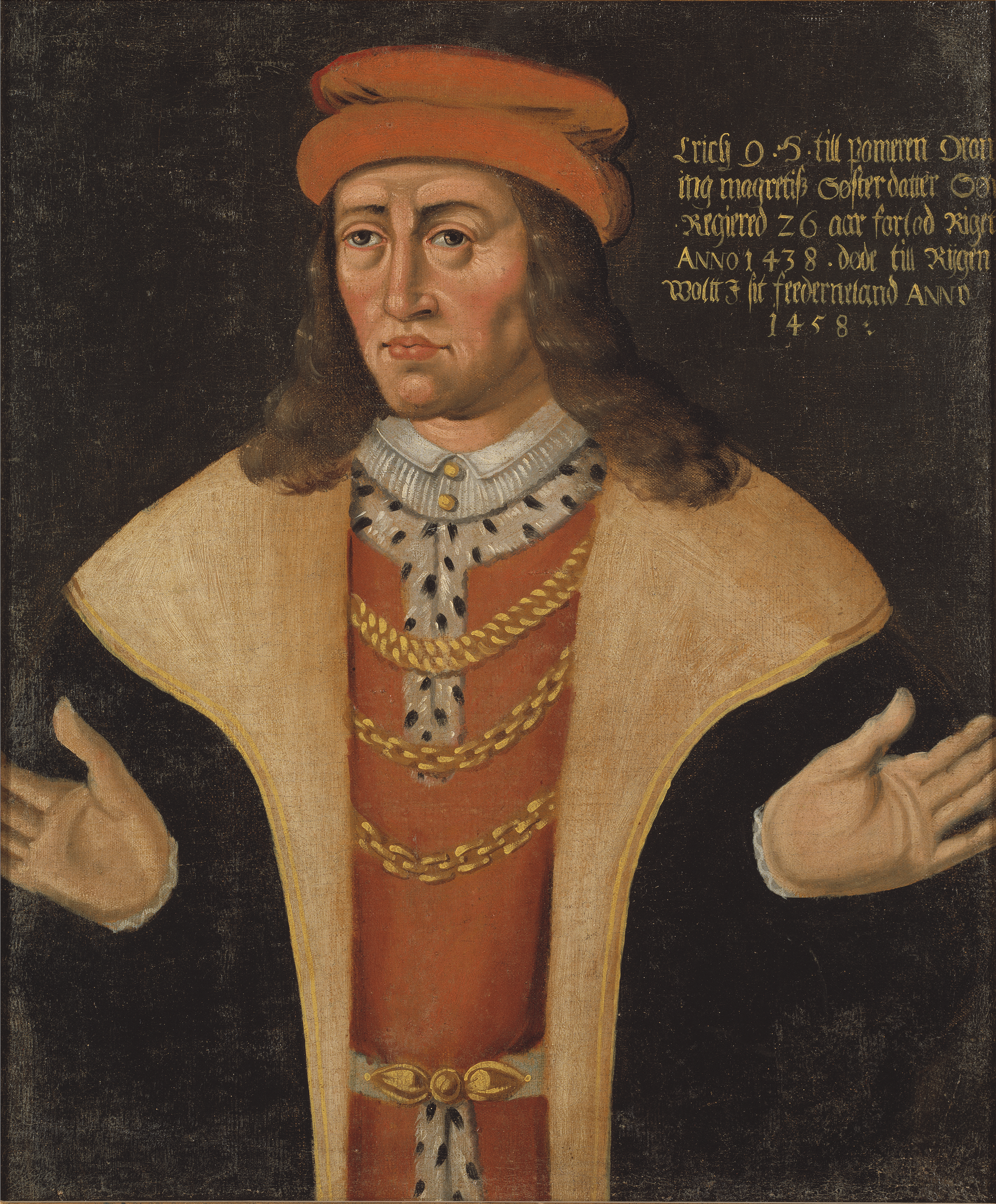
Eric de Poméranie.

Cependant, le successeur de Marguerite, Éric VII de Poméranie, n'était pas du tout favorable à la Ligue. La brouille éclata lorsqu'Éric tenta d'affirmer son autorité sur  le duché de Schleswig. Pour ce faire, il soutint un mouvement rebelle à Lübeck. Cependant, cela ne fit que rompre les relations déjà tendues. Malgré le soutien de l'empereur du Saint-Empire romain germanique aux revendications d'Éric sur le Schleswig (et la région adjacente du  Holstein), ni Lübeck ni aucune autre grande ville hanséatique ne souhaitèrent soutenir ses revendications.
À la suite de cette débâcle, Éric se retourna contre la Ligue hanséatique. Il s'allie au Royaume de Pologne, accepte des marchands hollandais et anglais dans les ports de Kalmar et commençe à harceler les marchands hanséatiques. C'est l'introduction d'un nouveau péage sur l’Øresund qui déclanche la seconde guerre dano-hanséatique (1426-1435). Six villes hanséatiques (Hamburg, Lübeck, Lüneburg, Rostock, Stralsund, Wismar) déclarent la guerre à Eric, organisent un blocus naval, et s'allient avec l'ennemi d'Eric, Henri IV, comte du Holstein.
En 1426, les troupes danoises reconquièrent Flensburg (Schleswig) qui était auparavant occupée par le Holstein. L'année suivante les forces hanséatiques pillent Bornholm, mais échouent contre Flensenbourg, puis subissent une défaire navale face aux flottes danoise et suédoise dans Orensund.
Les affrontements maritimes atteignent leur apogée en 1428 avec deux bombardements massifs de Copenhague en 1428, avec une flotte de 240 navires et 12 000 hommes. La ville est défendue victorieusement par la reine Philippa de Lancastre, mais la deuxième attaque réussit à détruire presque entièrement la flotte danoise, marquant l’un des premiers usages d’artillerie navale.
Bergen est pillée par les Frères des victuailles alliés au Holstein et à la hanse, les danos-suédois subissent un échec lors d'une opération navaile contre Straslund.
Un traité de paix séparé est conclu en 1430 par le Danemark avec Rostock et Stralsund. Le conflit se poursuit avec la conquête de Flensburg par les troupes holsteino-hanséatiquesen 1431. Une trêve signée à Horsens en 1432 et un cessez-le-feu lié à la révolte suédoise d’Engelbrekt en 1434, amorcent la fin des combats. La paix est conclue à Vordingborg en 1435. Les villes hanséatiques sont exemptées du péage mais sont forcées d'accepter la concurrence hollandaise.

#### Guerre néerlando-hanséatique (1438-1441)

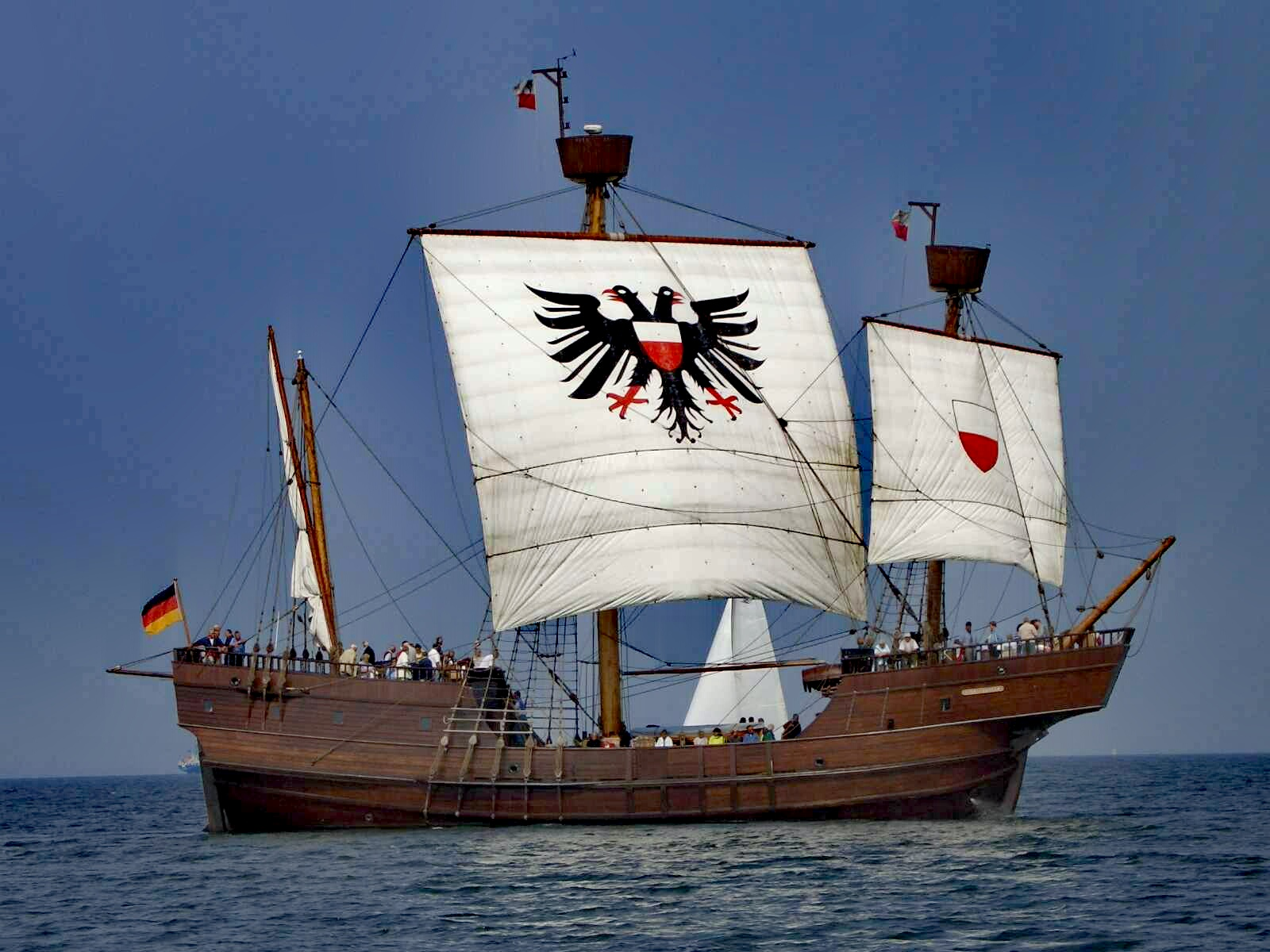
Le LIsa von Lübeck. Reconstitution d'une cogue du XIVe siècle.

La guerre néerlando-hanséatique (1438-1441) oppose le comté de Hollande à la Ligue hanséatique pour le contrôle du commerce baltique, avec peu de combats effectifs : la flotte hollandaise patrouillait l’Øresund tandis que la Hanse bloquait l’accès à la Baltique. La guerre débute en mai 1438 avec la capture  de douze saliniers hanséatiques dans le  port de Brest, ce qui entraîna un blocus immédiat de l'Øresund  par Lübeck et ses alliés. Le conflit prend fin après la déposition du roi Éric, principal partisan de la liberté commerciale néerlandaise en Baltique, et son replacement par Christophe de Bavière, qui adopte une politique plus conciliante envers la Hanse et négocie la paix de Copenhague en 1441 avec la Hanse et les Hollandais.
Lors de cette guerre, l’Ordre teutonique prend parti pour les Hollandais, rompant ainsi avec la coopération qui le liait jusque-là à la Hanse. Ce réalignement marque une inflexion dans les rapports entre les deux entités, chacun poursuivant désormais des stratégies plus autonomes.
Ce traité permet un compromis sur le commerce en accordant aux deux parties la liberté commerciale, ouvrant durablement le commerce baltique aux Néerlandais, malgré des réparations à payer. L'ouverture de la mer Baltique aux navires hollandais, plus grands que ceux de la Ligue hanséatique, créa une véritable concurrence. Les Néerlandais purent renforcer leur contrôle sur  la pêche au hareng, le  commerce du sel français  et le commerce des céréales de la Baltique. Les marchands hanséatiques finirent par devenir des intermédiaires, transportant des marchandises en vrac (bois, céréales, poisson) de la Baltique et les échangeant contre des textiles et autres produits finis. Les villes hanséatiques s'engageaient à remplacer ou à restituer 22 navires prussiens et livoniens. Les Hollandais versèrent également 5 000 florins  au roi  Christophe III de Danemark  et s'engagèrent à indemniser les villes hanséatiques wendes  pour tous les dommages subis.

#### Guerre anglo-hanséatique (1470-1474)

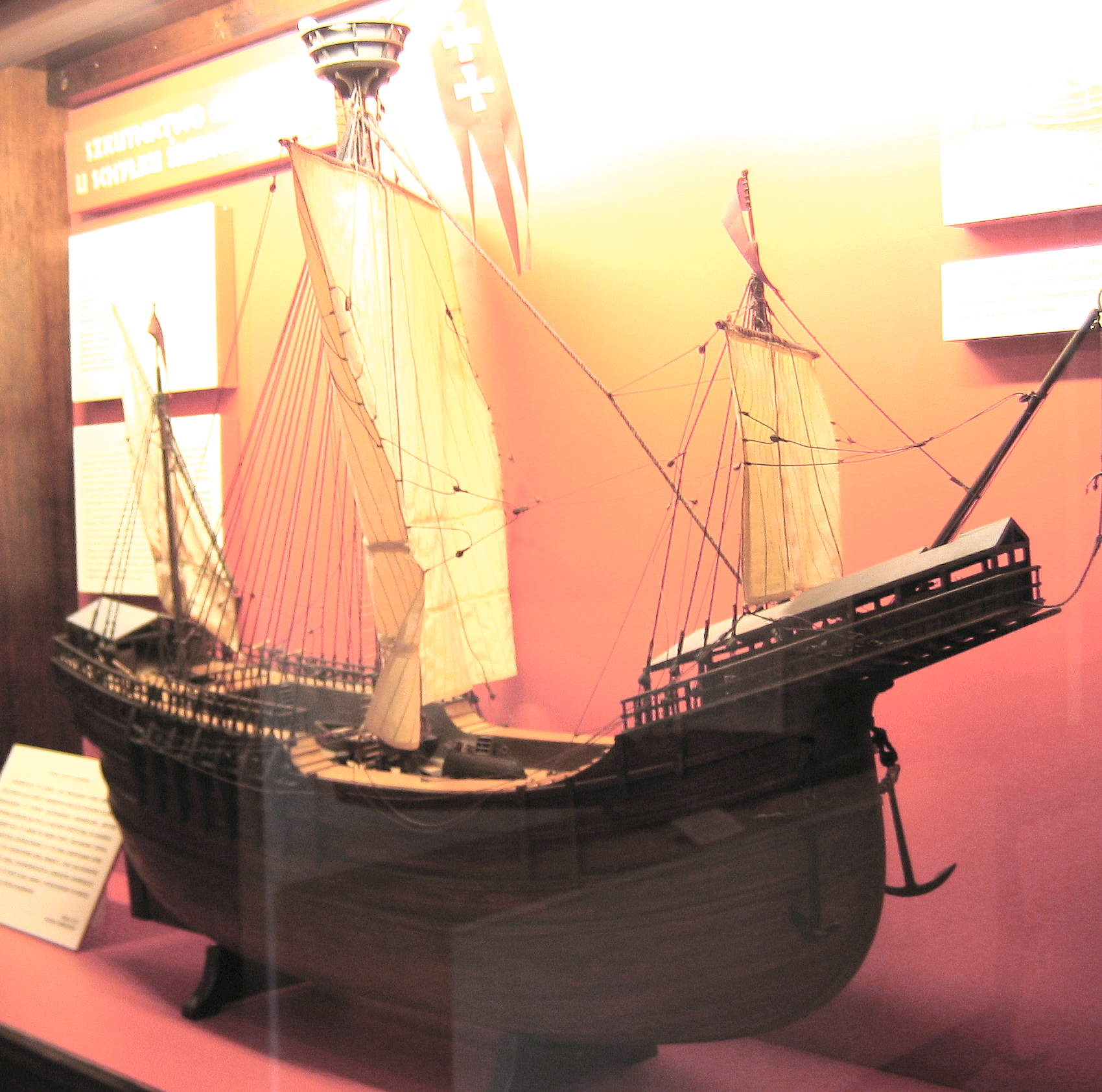
Le Peter von Dantzig, 1462.

À la fin du XVe siècle, les ambitions commerciales de l'Angleterre provoquent de nombreuses tensions entre le royaume anglais et les villes de la Hanse. La ligue hanséatique finit par interdire aux villes de la Hanse de faire du commerce avec les Anglais et ferme l'accès à la mer Baltique aux navires britanniques. La guerre anglo-hanséatique qui se déroule de 1470-1474 s'apparente à une guerre de course. Un des personnages célèbres de la guerre est Paul Beneke, capitaine du Peter von Danzig. La guerre est menée par les villes de Dantzig et de Lübeck, tandis que la ville de Cologne qui s'oppose aux hostilités est temporairement exclue de la Ligue hanséatique. Le conflit se termine grâce à la médiation de Charles le Téméraire par le traité d’Utrecht en 1474 qui étend les privilèges de la Ligue hanséatique et rend l'accès aux navires anglais à la mer Baltique.
Le traité négocié par le bourgmestre de Lübeck, Hinrich Castorp, consolida les privilèges commerciaux de la Hanse ainsi que le contrôle du Steelyard, le kontor de Londres. Le traité permit également à la Hanse de construire à King's Lynn, un port anglais de la mer du Nord, un kontor qui fut actif jusqu'en 1751. Le port de King's Lynn était le troisième plus grand port d'Angleterre après  Southampton et Londres. Le kontor localisé au niveau de la rue St Margaret's Lane est le seul bâtiment de la Hanse encore existant aujourd'hui.

### Le déclin de la Hanse

#### Fermeture du comptoir de Novgorod (1494)

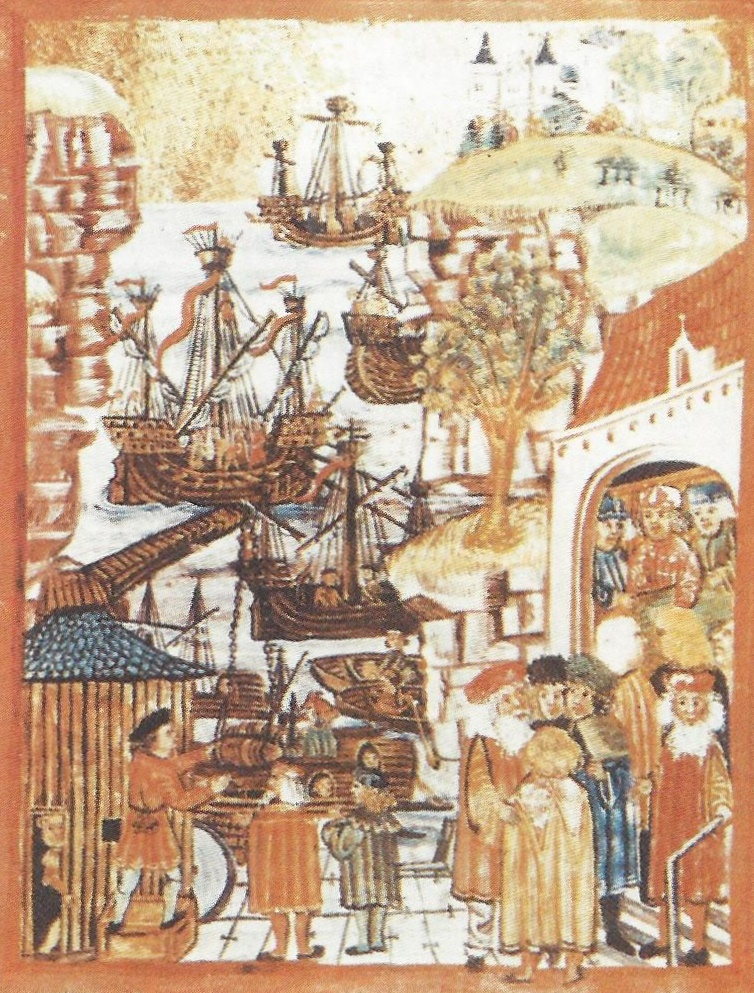
Le Peterhof de Novgorod au XIVe siècle.

Le 9 novembre 1494, le tsar Ivan III décide de fermer le comptoir hanséatique du Peterhof à Novgorod, qui tenait à la fois du blockhaus et de la bourse du commerce, marquant une rupture brutale dans les relations entre la Ligue et le Grand-Duché de Moscou. Cette décision s’inscrit dans un contexte de montée en puissance de l’autorité centrale russe, qui voit d’un mauvais œil l’autonomie juridique et commerciale dont jouissaient les marchands hanséatiques dans la ville. Les biens du comptoir sont confisqués, les 49 marchands allemands présents sont expulsés, et plusieurs d’entre eux meurent sur le chemin du retour.
Cette fermeture met un terme à plus de deux siècles de présence économique allemande dans la région, affaiblissant considérablement l’influence de la Hanse dans le commerce oriental. À court terme, le commerce nord-russe est redirigé vers d’autres villes comme Pskov, Riga ou Reval, hors du contrôle direct de la Hanse. À plus long terme, cet événement illustre le déclin progressif du réseau hanséatique face à la montée des États territoriaux centralisés et à la redéfinition des grands axes commerciaux en Europe du Nord.

#### Troisième guerre dano-hanséatique (1509-1512)

Drapeau de l'Union de Kalmar.

Entre 1509 et 1512, plusieurs villes hanséatiques menées par Lübeck s’allient à la Suède contre l’Union de Kalmar dirigée par le roi Hans du Danemark, dans un conflit connu comme la guerre dano-hanséatique de 1509-1512, ou guerre dano-lubeckoise, qui nait de l'ingérence de Lübeck dans la guerre dano-suédoise (1501-1512). Le conflit est essentiellement naval et se déroule en mer Baltique. Les cités de Lübeck, Rostock, Stralsund et Wismar mènent des opérations militaires contre des positions danoises à Bornholm, Gotland, Nakskov et sur la côte de Scanie, afin de défendre leurs privilèges commerciaux. La guerre tourne progressivement à leur désavantage, et se conclut par le traité de Malmö du 23 avril 1512.
Si la Hanse conserve ses droits de commerce au Danemark, elle perd son monopole et doit renoncer à soutenir militairement la Suède. Lübeck est contrainte de verser 30 000 gulden d’indemnités et d’accepter la concurrence croissante des marchands néerlandais. Cette guerre marque une défaite politique et stratégique pour la Hanse, dont l’influence décline face à la montée des puissances nationales.

#### La guerre nordique de Sept Ans (1563-1570)

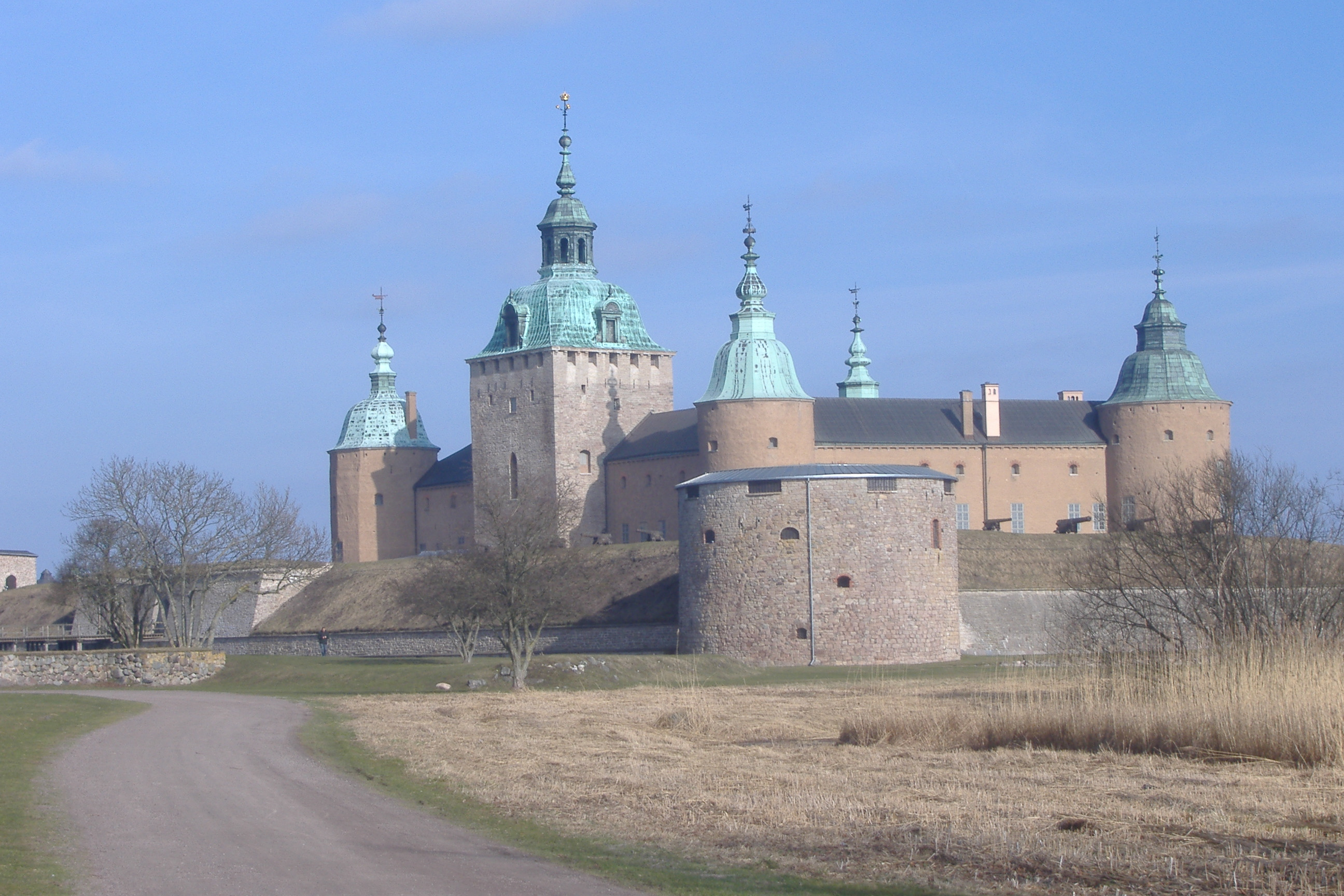
Le château de Kalmar, symbole de l’Union de Kalmar, est conquis par les Suédois soutenus par Lübeck.

Pendant la guerre nordique de Sept Ans (1563–1570), la Hanse — et en particulier la ville de Lübeck — s'engage aux côtés du Danemark contre la Suède, afin de défendre ses intérêts commerciaux en mer Baltique. Lübeck, puissance navale hanséatique majeure, arme une flotte et participe activement aux opérations maritimes, espérant rétablir son influence dans la région. Toutefois, cette implication militaire s'avère coûteuse et peu fructueuse : malgré des victoires ponctuelles, la guerre s’achève sans réels bénéfices pour la Ligue. Le traité de Stettin (1570) confirme un statu quo défavorable, et la Hanse, affaiblie économiquement, voit son rôle décliner face à la montée des puissances nationales, notamment la Suède qui devient la principale puissance nordique. Le blocage des routes commerciales a provoqué une mauvaise situation économique dans les Dix-Sept Provinces, et a précipité le début de la guerre de Quatre-Vingts Ans.

#### Le déplacement des routes commerciales
La fermeture du comptoir de Novgorod, le déclin de celui de Londres aux deux extrémités du commerce hanséatique, de même que la concurrence des marchands anglais et néerlandais sont les principales causes d'un long déclin du commerce hanséatique. La diète de 1518 constate que 31 villes ne participent plus à aucune des activités de la ligue. Dans son ouvrage Les Étapes du capitalisme, Marcel Laffon-Montels parle d'un « déclin qui fut lié en partie à l'étrange disparition des bancs de harengs — La Hanse avait le monopole de ce commerce — qui émigrèrent de la Baltique vers la mer du Nord ».
La découverte du nouveau monde déplace inexorablement le centre de gravité des échanges commerciaux vers l'Ouest. À compter du XVIe siècle, les nouvelles routes maritimes vers l'Atlantique (Amérique, Afrique, Océan Indien) modifient profondément le commerce européen. Les centres méditerranéens et de l'Europe de l'Ouest — Espagne, Portugal, Flandre, Pays-Bas — gagnent en importance en attirant les flottes et capitaux, réduisant l'influence de la Hanse en tant que principal intermédiaire entre les marchés. Le Portugal amorce dès le XIVe siècle un commerce régional atlantique, mais reste encore de second plan comparé à l'essor italien ou flamand. Ce déplacement du centre de gravité des échanges vers l'Atlantique et l'Asie engendre une concurrence accrue aux comptoirs hanséatiques, notamment face aux marchands flamands, hollandais et anglais, qui profitent des routes plus directes.

#### Une puissance commerciale, sans puissance politique
Le développement inégal des villes provoque inéluctablement des dissensions internes. L'absence d'autorité centrale et d'impôt interdit toute redistribution des richesses. Chaque ville entend défendre ses propres intérêts. Le Harsetag, dirigé de fait par Lübeck, se réunit irrégulièrement et l'absentéisme est patent. De plus, par crainte de la concurrence italienne, les Hanséates se privent des innovations financières comme le crédit commercial, laissant aux Lombards les métiers fort rémunérateurs de la banque et du change.
La faiblesse de l'organisation politique de la Hanse a raison de sa puissance commerciale : il n'existe ni pacte d'alliance, ni statut, pas plus qu'il n'y a de cohésion. La puissance économique n'aura pas suffi.

#### La concurrence de l'Angleterre et de la Hollande
La Ligue semble aussi impuissante face à la lente émergence de deux sérieux concurrents : l'Angleterre et la Hollande. Le drap, fabriqué à Leyde, Amsterdam ou encore Rotterdam, détrône peu à peu le drap de Bruges. En 1570, la marine hollandaise a déjà un tonnage deux fois supérieur aux villes hanséatiques.

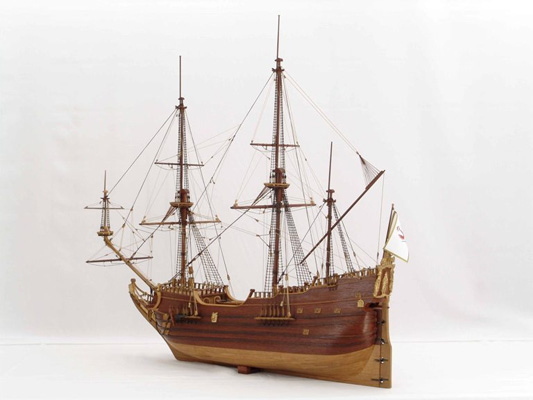
Flûte néerlandaise.

La supériorité des Hollandais réside dans le faible coût du fret. La supériorité hollandaise venait d’une marine plus moderne, plus rentable et mieux soutenue économiquement, ce qui rendait le transport maritime (le fret) nettement moins coûteux que celui des villes de la Hanse :
1. Les Hollandais ont développé des navires plus simples, moins coûteux à construire et à entretenir, comme les fluitschips. Ces navires nécessitaient moins d'équipage, étaient plus spacieux pour les marchandises et plus rapides, ce qui réduisait le coût par tonne transportée.
2. Organisation commerciale moderne : contrairement aux villes hanséatiques, souvent tournées vers des structures marchandes médiévales et fragmentées, la Hollande bénéficiait d’un commerce plus centralisé et dynamique, avec des pratiques modernes (compagnies, bourses, assurances) qui optimisaient les coûts.
3. Main-d’œuvre bon marché et abondante : Grâce à une population croissante et à un développement urbain rapide, la Hollande disposait d'une main-d’œuvre qualifiée et moins chère, aussi bien pour la construction que pour la navigation.
4. Politiques favorables au commerce : L'État hollandais encourageait activement le commerce maritime, avec des infrastructures portuaires développées et une fiscalité favorable. La Hanse, en revanche, était une fédération de villes parfois concurrentes entre elles et moins réactives.

#### La guerre de Trente Ans
La Guerre de Trente Ans affaibli gravement la Hanse en ruinant son espace d’influence économique. La Hanse cherche à conserver sa neutralité, mais est incapable d'adopter une politique commune, chaque ville louvoyant entre les belligérants au mieux de ses intérêts. Les conflits prolongés perturbent le commerce, vident les villes de leur dynamisme, accroissent la dépendance de la Hanse envers des puissances extérieures.
Cette structure politique originale est évincée par les traités de Westphalie en 1648 qui, signant la fin de la guerre de Trente Ans et la guerre de Quatre-Vingts Ans, consacrent définitivement les États-nations.

### La fin de la Hanse
La dernière assemblée des villes hanséatiques eut lieu en 1669 : elle ne réunit que 6 villes.
Au XVIIIe siècle, le gouvernement hanséatique ne subsiste qu'à Lübeck, à Hambourg et à Brême. La Hanse est officiellement dissoute en 1862.
Aujourd'hui encore, les villes libres de Hambourg et Brême, qui forment deux Länder de l'Allemagne, mais aussi Lübeck et Rostock font état de leur ancienne qualité de ville hanséatique. Ainsi, l'immatriculation de ces villes (l'équivalent des numéros de départements français) sont respectivement HH, HB, HL et HRO, le H initial signifiant Hansestadt, c'est-à-dire « ville hanséatique. » C'est dire la fierté des populations du Nord de l'Allemagne pour la Hanse, dont elles reconnaissent qu'elle a façonné leur identité de manière profonde.
Une nouvelle Hanse (nl) a été relancée en 1980 à l'initiative de la ville néerlandaise de Zwolle. Une activité entre villes hanséatiques est à nouveau en développement, avec son siège principal à Lübeck. Chaque année et dans une ville différente se déroulent les journées internationales de la Hanse. En 2011, Kaunas a accueilli ces journées.

## Relations politiques et diplomatiques de la Hanse

### Avec le Saint-Empire romain germanique
Une grande partie des villes membres de la Hanse relevaient du Saint-Empire romain germanique, notamment celles d’Allemagne du Nord, de Prusse et de Westphalie. La Ligue s’est pourtant toujours efforcée de préserver son autonomie vis-à-vis du pouvoir impérial. À partir de 1226, Lübeck obtient le statut de ville impériale libre, ce qui renforce son rôle moteur dans l’organisation de la Hanse. Bien que l’Empereur n’ait jamais contrôlé la Ligue, il reconnaît à plusieurs reprises son utilité économique et politique, et lui accorde des privilèges, notamment en matière de commerce et de fiscalité. La Ligue, en retour, joue un rôle de stabilisation territoriale, en maintenant la sécurité maritime et en s’opposant à certaines ambitions scandinaves ou anglaises. Toutefois, les relations restent marquées par une tension entre intégration politique et indépendance marchande, et la Hanse se garde de devenir un instrument du pouvoir impérial.

### Avec l’Ordre Teutonique

L'État Teutonique vers 1260.

À son apogée, la Ligue hanséatique entretient des liens étroits avec l’Ordre teutonique, acteur militaire et politique majeur en Prusse et en Baltique orientale. Plusieurs villes relevant de l’Ordre (Danzig, Elbing, Königsberg, Thorn) sont pleinement intégrées au réseau hanséatique. Le Grand Maître de l’Ordre est d’ailleurs le seul seigneur non urbain à participer aux Hansetage, preuve de son statut particulier. Des opérations militaires conjointes ont lieu, notamment lors des campagnes contre les pirates ou dans le cadre des conflits danois. Cette alliance pragmatique permet à la Hanse de sécuriser ses routes maritimes et de renforcer sa position face aux royaumes nordiques et russes.

### Avec les royaumes scandinaves (Danemark, Norvège, Suède)
Les relations entre la Hanse et les royaumes de Scandinavie (Danemark, Norvège, Suède) oscillent entre coopération commerciale et affrontements militaires, selon les époques et les enjeux économiques.
Le Danemark est à la fois un partenaire commercial essentiel — notamment via les détroits de l’Øresund et les marchés de hareng de Scanie — et un adversaire stratégique. En 1361, après le massacre de marchands hanséatiques à Visby par Valdemar IV, la Hanse forme la Confédération de Cologne et engage la première guerre dano-hanséatique (1367–1370), qui se conclut par la paix de Stralsund. Celle-ci garantit à la Hanse le contrôle commercial des détroits et l’accès prioritaire aux pêcheries de Scanie. D’autres conflits suivent, notamment la seconde guerre dano-hanséatique (1426–1435) contre l’Union de Kalmar, et la guerre de 1509–1512, qui se solde par une défaite diplomatique pour la Hanse et la perte de son monopole en mer Baltique au profit des Hollandais.
En Norvège, la Hanse domine dès le XIIIe siècle le commerce de Bergen, où elle installe un comptoir durable, le Bryggen. Elle y contrôle largement les exportations de poissons séchés, en échange de produits céréaliers et manufacturés allemands. Ce rapport déséquilibré suscite des tensions avec les autorités norvégiennes, mais perdure jusqu’au XVIe siècle.
La Suède, intégrée à l’Union de Kalmar à partir de 1397, entretient des rapports plus ambigus. La Hanse soutient ponctuellement ses révoltes contre le pouvoir danois, notamment à la fin du XVe siècle. Des villes comme Stockholm ou Kalmar sont régulièrement fréquentées par les marchands hanséatiques, mais sans y établir de comptoir permanent. La Hanse perd progressivement toute influence politique en Scandinavie après 1520, face à la montée des États nationaux et à la réorientation du commerce vers l’Atlantique.

### Relations avec la Pologne et l’union avec la Lituanie

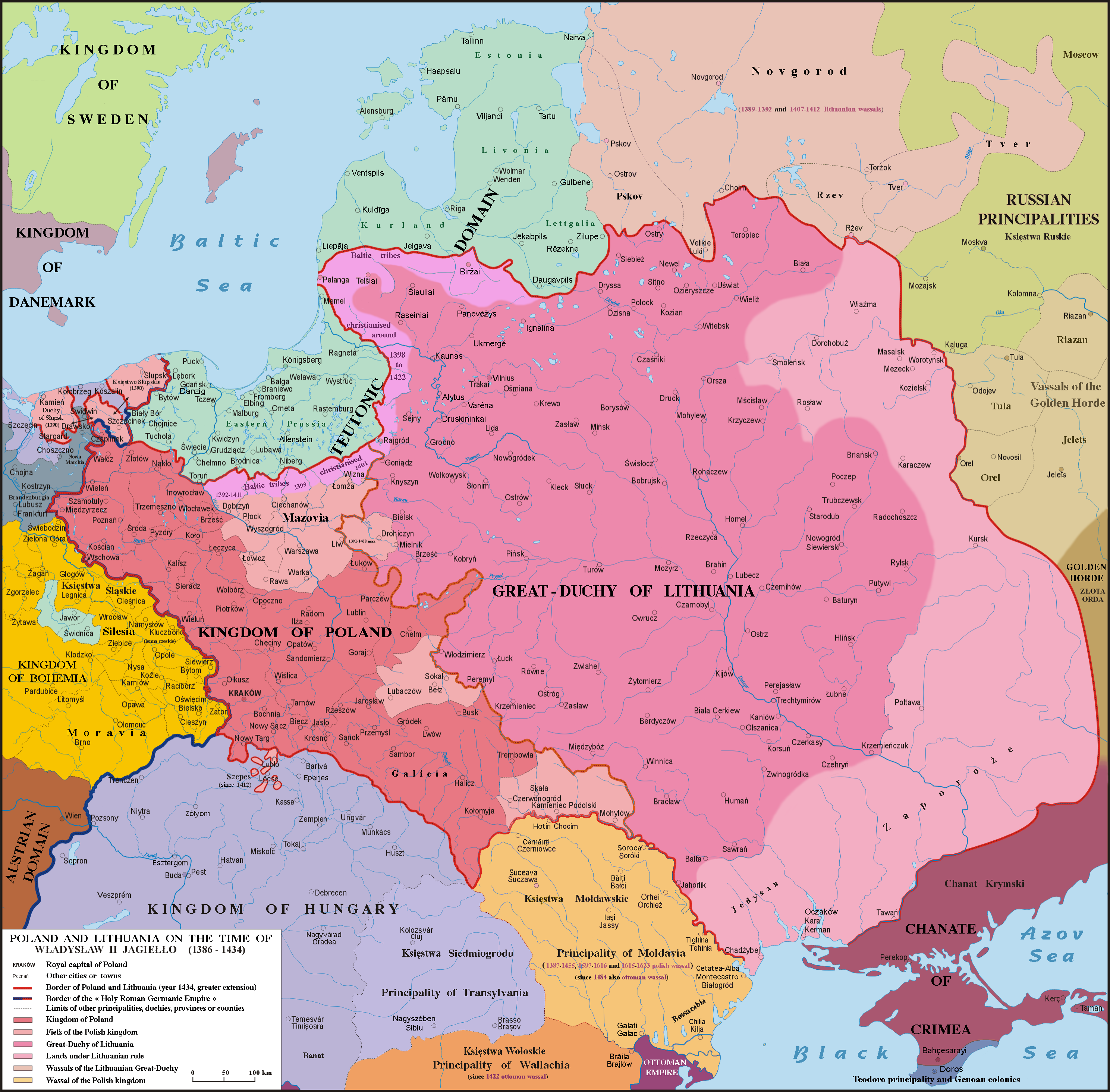
Carte du royaume de Pologne et de Lithuanie entre 1386 et 1434.

La Hanse entretient d’importants échanges avec la Pologne, notamment via les ports de Gdańsk (Danzig), Elbląg (Elbing), Toruń (Thorn) et Szczecin (Stettin), qui deviennent des villes hanséatiques prospères bénéficiant du droit de Magdebourg et de privilèges marchands. L'union polono-lituanienne (1386) consolide cette relation : en renforçant la puissance politique de la Couronne, elle permet d’ouvrir de nouveaux débouchés orientaux, tout en exerçant une pression moins favorable sur la Hanse dans l’arrière-pays de la Baltique. Les villes prussiennes, d’abord sous influence de l’Ordre Teutonique, se tournent progressivement vers la Pologne : en 1440, la Confédération de Prusse, portée notamment par Gdańsk, Elbląg, Toruń et Königsberg, défie le pouvoir teutonique et, en 1454, sollicite l’aide du roi Casimir IV Jagellon pour rejoindre la Pologne. Ce réalignement renforce les liens entre la Hanse et la Pologne, mais réduit parallèlement l’influence de la Ligue dans les territoires prussiens. Ainsi, l’union Pologne–Lituanie a à la fois contribué à l’expansion hanséatique dans l’est baltique — via l’intégration de cités dynamiques — et introduit une rivalité accrue dans l’arrière-pays, annonçant les tensions entre affaiblissement d’une autonomie marchande et montée en puissance des États centraux.

### Avec la Russie (Novgorod)

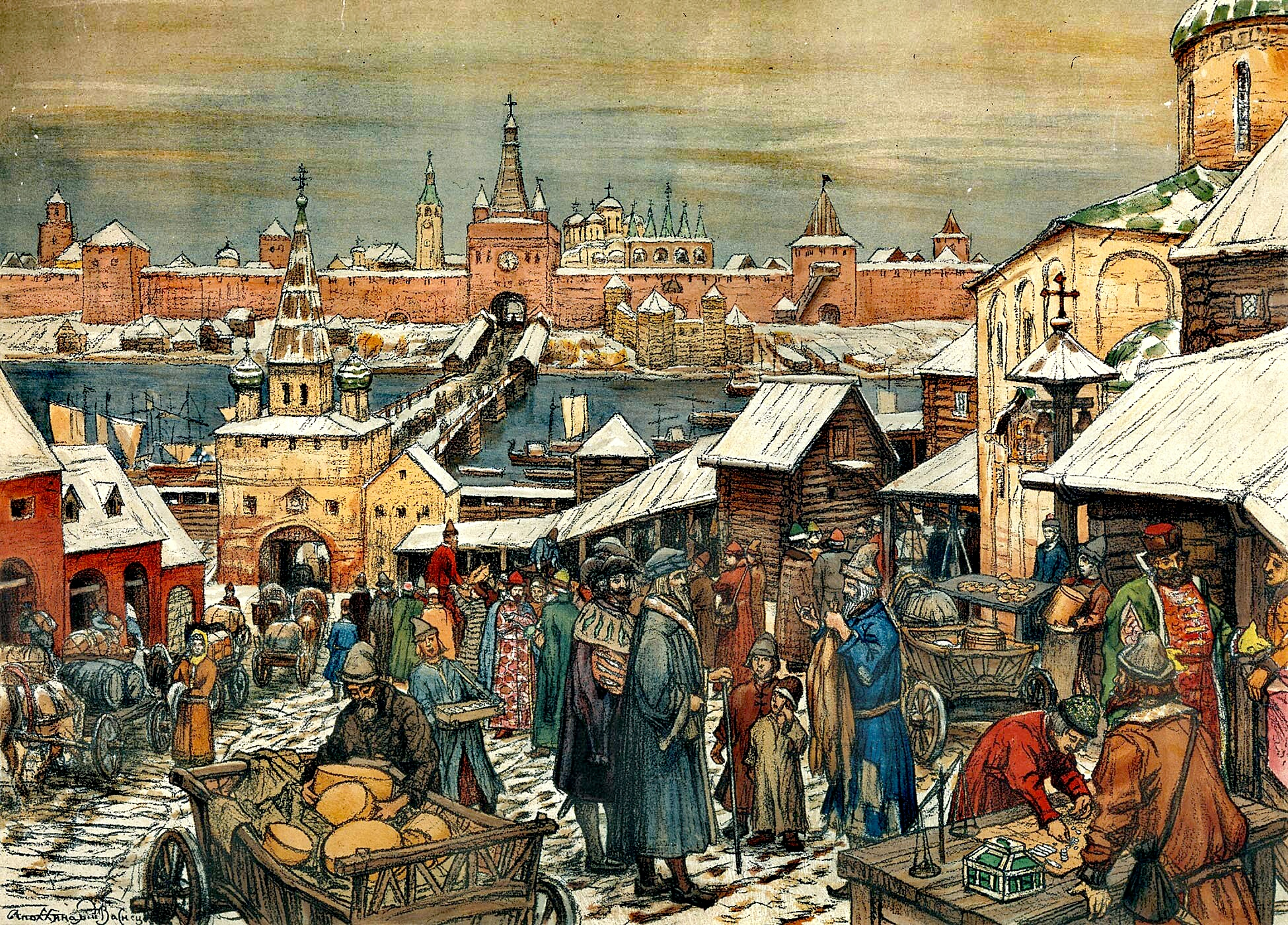
La place du marché à Novgorod (Apollinaire Vasnetsov, 1908-1909).

Les relations entre la Hanse et la Russie médiévale sont principalement centrées sur la ville de Novgorod, où la Ligue maintient dès le XIIIe siècle un comptoir permanent, le Peterhof, situé sur le territoire de la République de Novgorod, puis du Grand-Duché de Moscou. Ce comptoir, autonome, bénéficie de privilèges douaniers et juridiques, et constitue l’un des quatre principaux piliers du commerce hanséatique. En échange d’exportations de produits manufacturés et de sel, les marchands allemands y achètent fourrures, cire et poisson.
Les relations sont cependant marquées par des tensions récurrentes, dues aux revendications fiscales russes, aux tensions religieuses (clergé orthodoxe contre présence catholique) et à des conflits douaniers. En 1494, le tsar Ivan III ferme brutalement le comptoir, expulse les 49 marchands hanséatiques présents, confisque leurs biens, et interdit durablement l’activité de la Hanse dans la région. Cette rupture met fin à plus de deux siècles d’échanges réguliers et signe l’effondrement de l’influence hanséatique en Russie, désormais tournée vers d’autres axes commerciaux.

### Avec l’Angleterre

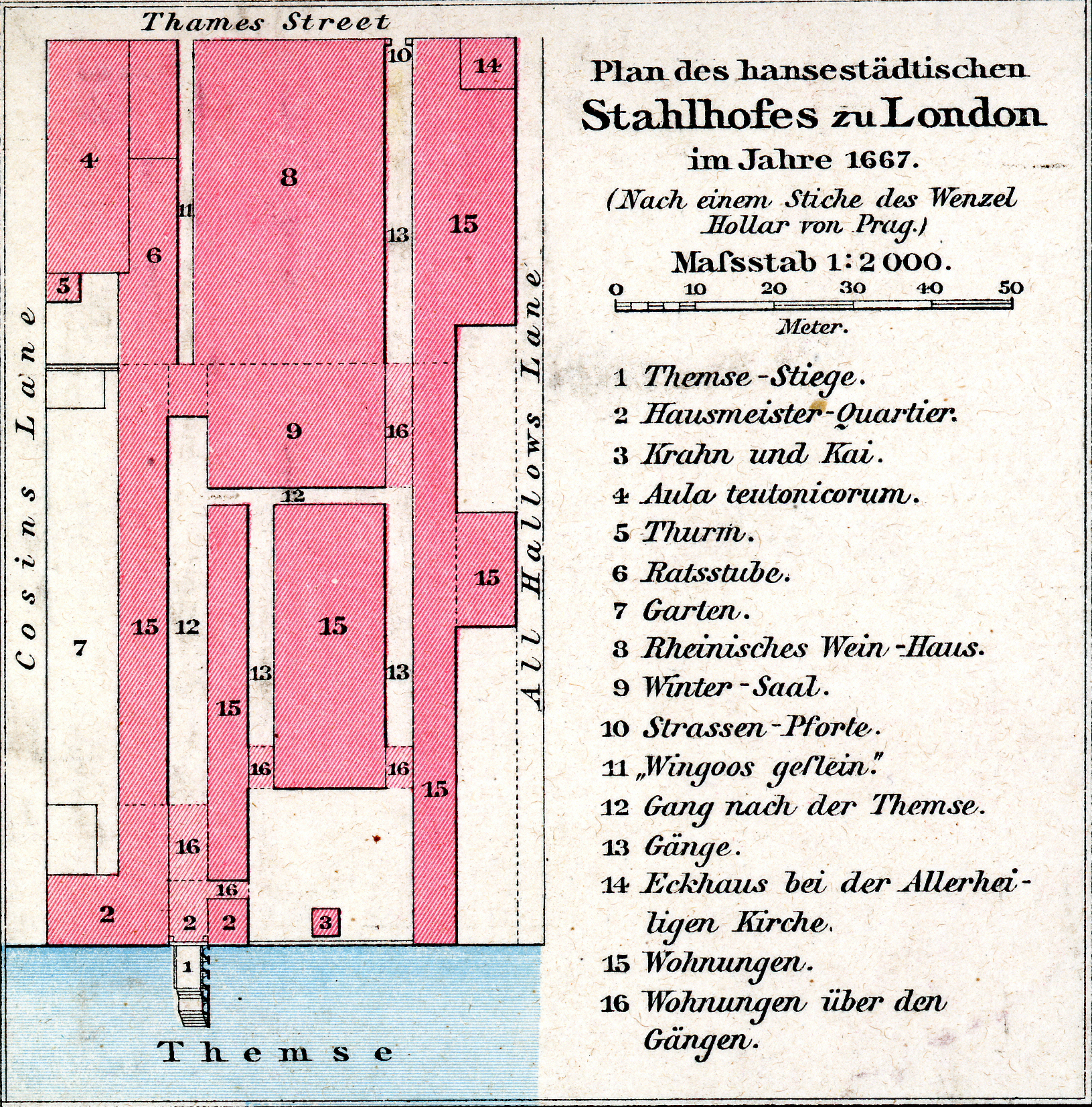
Un plan du Steelyard de l'Atlas de Johann Gustav Droysen, présenté comme tel en 1667.

La Hanse est présente en Angleterre dès le xIIe siècle et établit un kontor permanent à Londres, le Stalhof (Steelyard), au bord de la Tamise, qui devient l’un des plus puissants comptoirs hanséatiques. Les marchands allemands bénéficient de privilèges fiscaux, d’exemptions douanières et d’une autonomie juridique considérable, confirmée à plusieurs reprises par la monarchie anglaise, notamment sous Édouard IV.
Cependant, la montée en puissance du commerce anglais et les tensions liées aux exportations de laine conduisent à des affrontements. Entre 1470 et 1474, la guerre anglo-hanséatique oppose les deux puissances. Malgré des revers militaires pour la Hanse, la paix d’Utrecht (1474) lui permet de conserver ses privilèges et de renforcer son implantation en Angleterre, avec des droits à Boston, Lynn et Hull. Cette victoire diplomatique marque l’un des derniers succès de la Hanse sur la scène européenne avant son déclin progressif.

### Avec la Flandre et les Pays-Bas bourguignons
La Hanse entretient des relations complexes avec les villes flamandes, en particulier Bruges, principal centre d’échange entre les marchandises hanséatiques et les produits textiles de l’Europe du Sud-Ouest. Dès le xIIIe siècle, les marchands allemands y disposent d’un kontor très actif. Cependant, les tensions avec les comtes de Flandre et les autorités urbaines sont fréquentes, notamment en matière de fiscalité et de justice.
La Hanse impose à plusieurs reprises des blocus économiques (1280, 1307, 1350), déplaçant temporairement son comptoir à Aardenburg, afin de contraindre les autorités locales à rétablir ses privilèges. Ces embargos ont parfois des effets dévastateurs sur l’économie locale. À partir du XVe siècle, la montée en puissance du commerce hollandais, notamment via Amsterdam, affaiblit la position hanséatique en Flandre. Les tensions culminent avec la guerre néerlando-hanséatique (1438–1441), après laquelle la Hanse perd une grande partie de son influence dans la région.

### La Hanse et le grand commerce international (de la Mer du Nord à la Méditerranée)

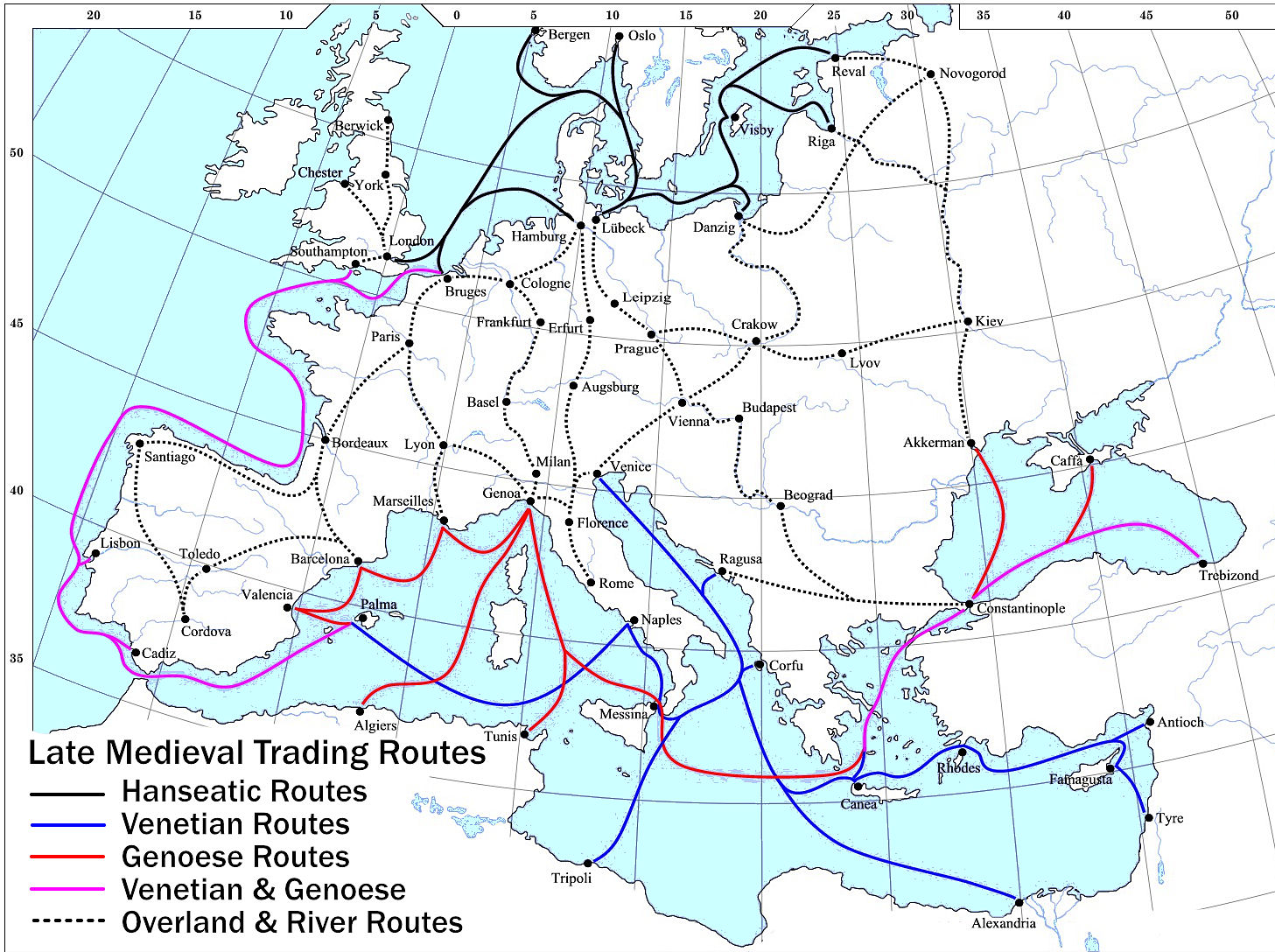
Carte montrant les principales routes commerciales de l'Europe de la fin du Moyen Âge. Les lignes noires représentent les routes de la Ligue hanséatique, les lignes bleues vénitiennes et les lignes rouges génoises. Les lignes violettes représentent les routes empruntées par les Vénitiens et les Génois. Les routes terrestres et fluviales sont pointillées.

À partir du XIIIe siècle, la Hanse s’inscrit dans une dynamique plus large d’expansion du commerce européen, qui voit émerger un réseau maritime reliant l’Europe du Nord à la Méditerranée. Dès les années 1270–1280, des navires génois commencent à remonter l’Atlantique vers la Flandre et l’Angleterre, marquant les débuts d’une route maritime directe entre le sud et le nord de l’Europe, sans passer par les relais continentaux traditionnels comme les foires de Champagne. Cette réorientation logistique contribue à l’essor de ports comme Bruges, Londres ou Anvers, qui deviennent des points de jonction entre le commerce hanséatique et le grand commerce méditerranéen. La Hanse, par ses comptoirs de Bruges et de Londres, profite directement de cette évolution, en facilitant l’écoulement des produits de la Baltique (céréales, poisson, bois, fourrures) vers l’Europe du Sud, tout en important des produits de luxe, des tissus et des épices.
Toutefois, cette intensification des échanges internationaux favorise également l’émergence de nouveaux concurrents. Les cités-États italiennes (notamment Gênes et Venise), mais aussi les marchands flamands et hollandais, exploitent la fluidification des routes atlantiques pour établir des circuits commerciaux indépendants du réseau hanséatique. Le commerce devient progressivement plus intégré à l’échelle européenne, et la position de la Hanse en tant qu’intermédiaire privilégié entre l’est et l’ouest du continent s’en trouve fragilisée. À partir du XVe siècle, l’essor de la puissance commerciale catalane, la montée d’Anvers au détriment de Bruges, et la baisse de compétitivité de certaines cités hanséatiques accentuent cette tendance. Si la Hanse a indéniablement bénéficié de l’essor du grand commerce maritime au bas Moyen Âge, elle en a aussi subi les effets de concurrence accrue, dans un espace économique désormais plus ouvert et moins contrôlé par ses structures internes.

## Organisation
La Ligue hanséatique formait une association souple de villes marchandes, sans administration centrale permanente, sans armée de métier ni budget commun, et les villes gardent une grande autonomie. Seule Lübeck occupait une place quasi hégémonique comme « capitale ». La Hanse finançait collectivement expéditions militaires (contre les pirates ou les États rivaux) et impositions sur le commerce, exclusivement à partir de contributions des villes membres. Elle possédait une flotte qui protégeait les commerçants et parfois les princes.
Lors de son apogée aux xIVe et XVe siècles, la Hanse contrôle un réseau de comptoirs commerciaux (Kontore) dans plusieurs grandes villes européennes :
- Londres (Steelyard)
- Bruges, puis Anvers
- Bergen, en Norvège (Kontor de Bryggen, établi vers 1360)
- Novgorod (Kontor de Peterhof)

Ces comptoirs sont gérés selon des statuts stricts et visent à défendre les intérêts des marchands allemands, notamment leurs exemptions fiscales et leur autonomie juridique.

### Circonscriptions régionales et Anciens
Les cités s’organisaient en quatre cercles régionaux (quartiers) :
- Saxe–Lübeck, dominé par Lübeck
- Westphalie–Rhénanie, centré sur Cologne
- Götaland–Livonie (Gotland–Baltique), avec une forte présence à Visby
- Prusse–Livonie, autour de Dantzig (Gdańsk)

Chaque quartier désignait un délégué, appelé Ancien (Ältermann), pour représenter la communauté dans les principaux comptoirs (Kontore) situés notamment à Visby, Novgorod, Bruges, Londres et Bergen. Ces représentants visaient à protéger les droits commerciaux, administrer la justice et négocier avec les autorités locales
Quatre Anciens élus par les villes les représentent à Gotland, et y obtiennent des privilèges commerciaux pour les villes de la Hanse. Leur activité s'étend bientôt bien au-delà de Gotland, tout autour de la Baltique, jusqu'à Novgorod, véritable carrefour entre civilisations orientale et occidentale, où ils créent leur établissement propre, le Peterhof jouissant des privilèges accordés par Constantin. Ces marchands pénètrent aussi la Scandinavie (la foire de Scanie devint bientôt un pivot essentiel du commerce hanséatique), l'Angleterre (où ils furent officiellement réunis en 1281 en une unique hanse d'Allemagne) et la Flandre (où la comtesse Marguerite II de Flandre leur accorda des privilèges fondamentaux en 1252 et 1253).

### Le Hansetag
L’organe décisionnel principal était le Hansetag, une assemblée consultative réunissant les représentants des cités, en particulier tous les trois ans à Lübeck. Le premier Hansetag s'est tenu en 1356 à Lübeck.
Ses décisions étaient prises par consensus, sans force contraignante, mais la coopération entre cités assurait leur mise en œuvre. En cas de guerre ou d’escarmouche maritime, les villes mobilisaient leurs propres ressources financières et navales. Elle réunit les représentants des principales cités membres. Bien que ses décisions ne soient pas juridiquement contraignantes, elle devient un organe important de coordination politique, diplomatique et économique. L'application de ses décisions était laissée au bon vouloir de chaque ville qui devait cependant apporter sa contribution militaire et financière à la ligue.

## Commerce

### Produits, volumes

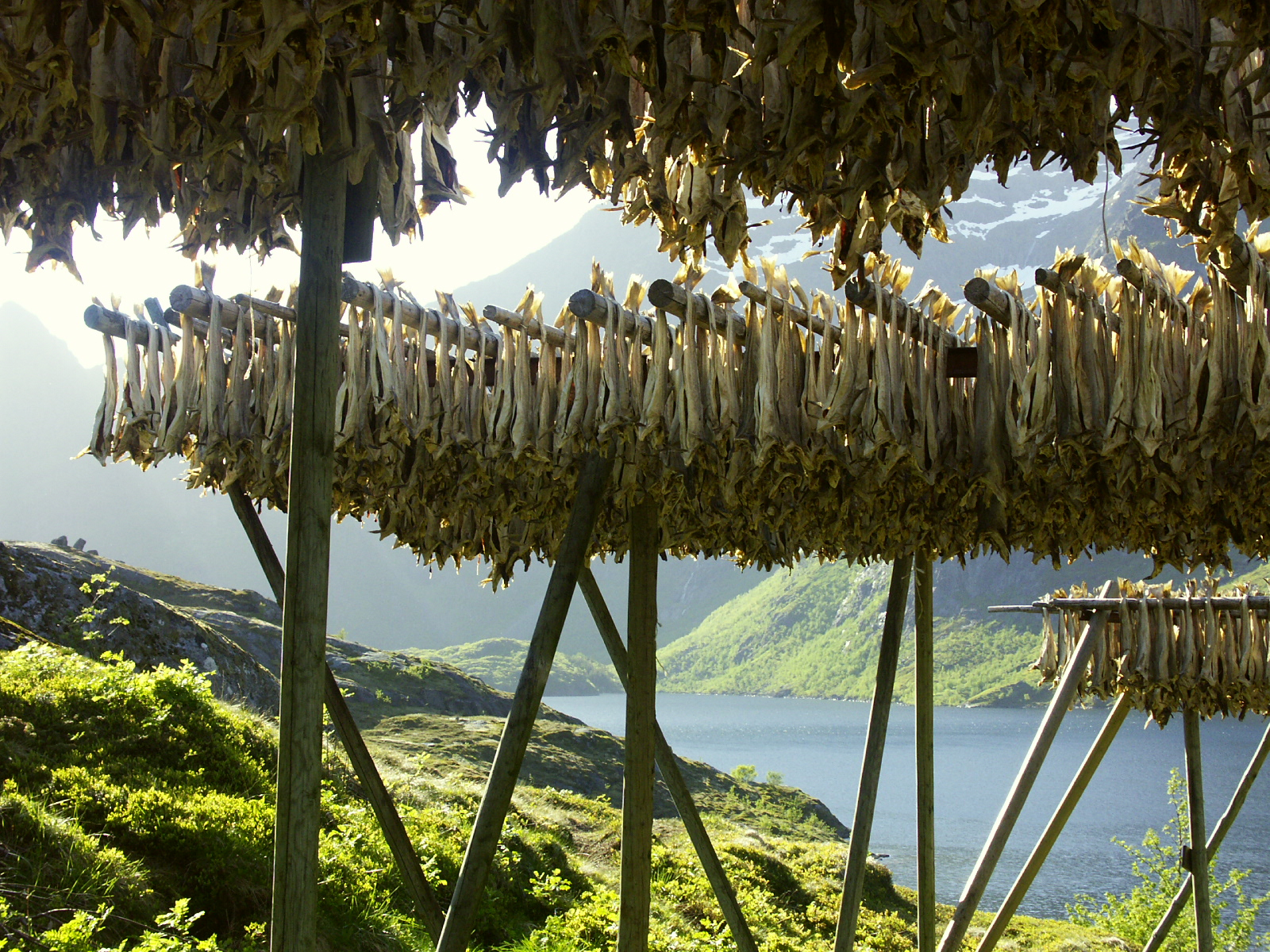
Séchage de la morue à Å, îles Lofoten (2006).

La Hanse trafiquait principalement des biens circulant de l'Est vers l'Ouest : produits agricoles et matières premières comme le grain (blé, seigle), le poisson séché (stockfish), le hareng, les fourrures, la résine, la cire, le bois, le lin et le miel. Ces marchandises étaient exportées vers les marchés de Flandre, d'Angleterre et de l'intérieur de l'Europe (Cologne, Francfort). Dans le sens inverse, les marchands hanséatiques importaient des toiles de laine (broadcloth), du tissu fin, du sel, du vin, du cuivre et du fer, ainsi que des produits manufacturés comme la verrerie, les étoffes et le cuir.
Le volume des marchandises acheminées par la Hanse était considérable, notamment pour certaines denrées stratégiques. Par exemple, les exportations de céréales depuis Danzig (Gdańsk) vers l’Europe occidentale atteignaient, à la fin du XVe siècle, environ 150 000 à 200 000 tonnes par an. Ces flux approvisionnaient en priorité les Provinces-Unies, les Flandres, l’Angleterre et parfois même l’Espagne. De même, les exportations de bois, cire, lin et potasse depuis la Russie via Novgorod représentaient des cargaisons essentielles pour les industries et la marine d’Europe occidentale.
Les marchés aux harengs en Scanie, sous contrôle temporaire de la Hanse au XIIIe et XIVe siècles, voyaient transiter plusieurs milliers de tonnes de poisson chaque année. Ce commerce saisonnier était particulièrement lucratif, car le hareng salé était massivement consommé pendant le Carême dans toute l’Europe chrétienne. Les foires de Falsterbo, Skanör et Dragør étaient des points névralgiques, attirant non seulement des Hanséates mais aussi des marchands flamands, anglais et norvégiens.
D'autres produits comme le bois de construction, la potasse ou la cire étaient expédiés en quantités similaires depuis la Russie via Novgorod.

### Routes commerciales

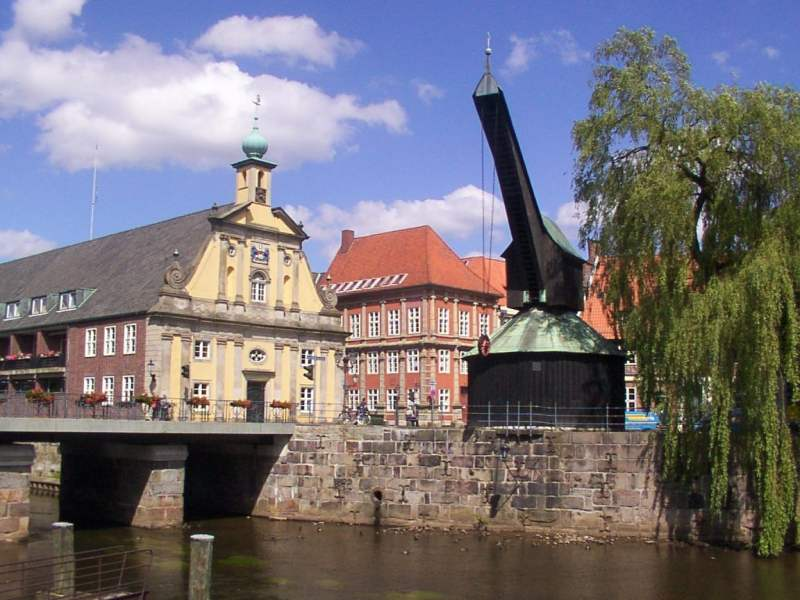
Ancienne grue du port de Luneburg.

Les routes commerciales étaient maritimes (mer Baltique, mer du Nord, détroit du Skagerrak), mais aussi fluviales ou terrestres, via les rivières Trave, Elbe, Vistule et les voies intérieures de l'Europe centrale. Le canal de Stecknitz (1391) reliait la mer Baltique à la mer du Nord via Lübeck et Lauenburg. Les routes commerciales maritimes les plus fréquentées reliaient les principaux comptoirs hanséatiques : de Lübeck à Bergen via la mer du Nord ; de Danzig à Bruges en longeant les côtes sud de la Baltique et du Jutland ; de Novgorod à Reval, puis à Lübeck via Riga. Les routes fluviales permettaient d’atteindre l’intérieur des terres : l’Elbe et la Weser connectaient Hambourg et Brême à la Thuringe et à la Bohême ; la Vistule et le Niemen reliaient les plaines polonaises aux marchés de l’Ouest. Le canal de Stecknitz, inauguré en 1391, assurait une liaison stratégique entre la mer Baltique et le bassin de l’Elbe, facilitant le transport du sel depuis Lüneburg.
Les marchands de la Hanse bénéficiaient d'un réseau dense de routes baltiques, organisées autour de "stations" fixes ou saisonnières : Scanie (hareng), Bergen (poisson), Novgorod (fourrures, cire), Londres (textile, métaux). Ces routes étaient étroitement synchronisées avec le calendrier agricole et les foires commerciales, notamment celles de Bruges ou Francfort. Les marchands planifiaient les départs en convoi au printemps pour éviter les tempêtes hivernales, ce qui donnait naissance à des flottes saisonnières encadrées, comme la flotte de Flandre ou la flotte de la Baltique.

### Les marchands
Les marchands hanséatiques formaient d'abord des guildes ou hansas, structures corporatives qui garantissaient entraide et privilèges. Ils étaient ensuite liés aux villes elles-mêmes, devenues parties prenantes de la Ligue. Les Hansards opéraient en compagnies privées et géraient des comptoirs (Kontore) à Londres (Steelyard), Bruges, Bergen et Novgorod. Ils bénéficiaient de privilèges juridiques et fiscaux, ainsi que d'un réseau de confiance réputé transgénérationnel.

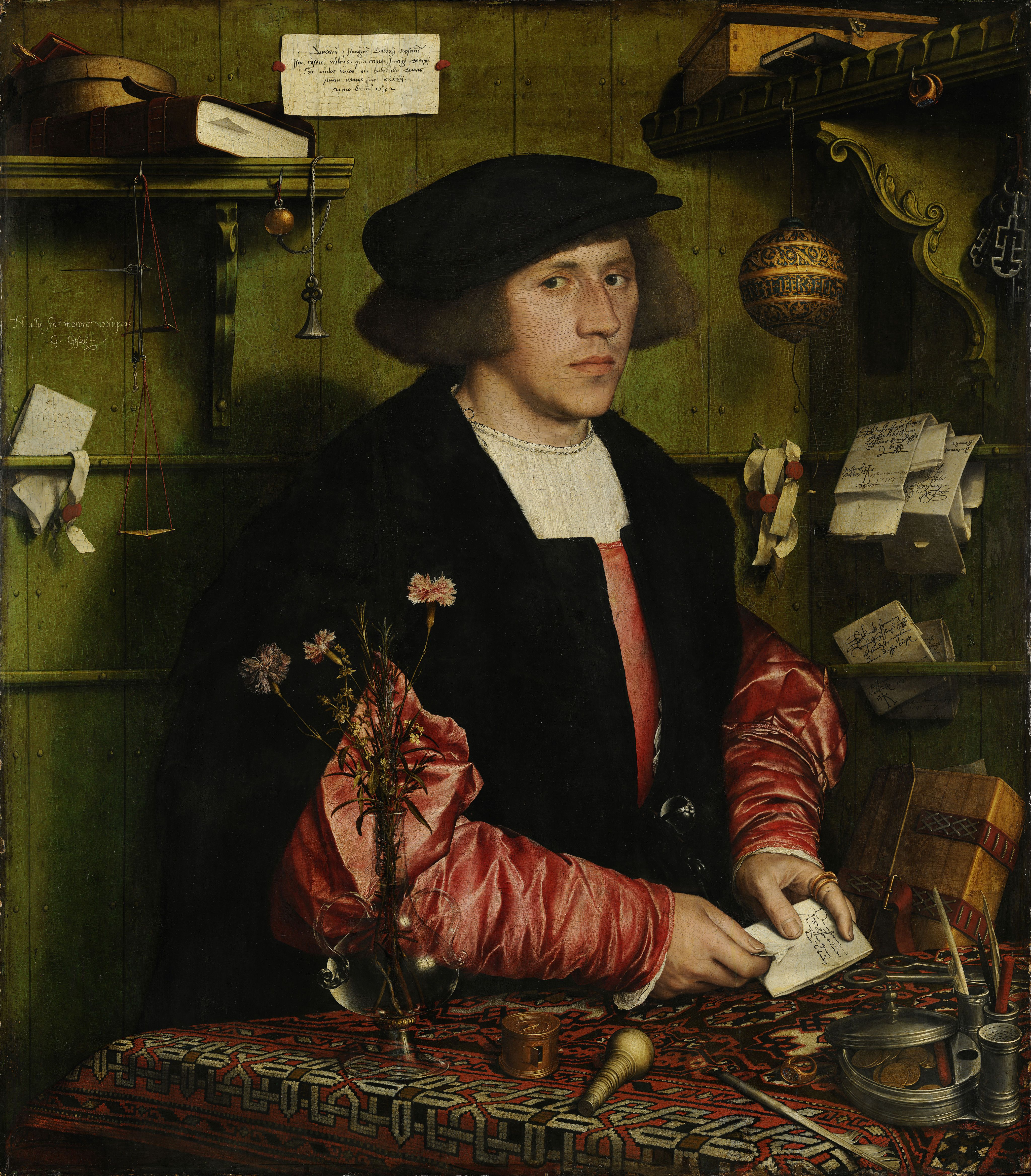
Portrait par Hans Holbein le Jeune de Georg Giese de Danzig, marchand allemand de 34 ans au comptoir londonien de la Hanse (le Steelyard)

La majorité des marchands hanséatiques étaient issus de la bourgeoisie urbaine allemande, mais un grand nombre d'entre eux résidaient durablement à l'étranger dans les kontore, où ils formaient des colonies semi-autonomes. Ces communautés étaient dirigées par un conseil élu (la « Aldermanie ») et soumises à des règles précises, fixées par la ville-mère ou le Hansetag. Les jeunes marchands effectuaient souvent un apprentissage prolongé dans diverses villes hanséatiques avant de s'établir à leur compte, ce qui renforçait la cohésion du réseau et la circulation de l'information commerciale.
Les Hansards se distinguaient aussi par leurs pratiques comptables avancées pour l'époque : ils utilisaient des registres détaillés, des lettres de change et parfois des formes primitives d’assurance maritime. La confiance entre partenaires commerciaux était essentielle et reposait sur des liens familiaux, régionaux ou corporatifs. Dans certaines villes, des tribunaux spécialisés arbitraient les litiges commerciaux entre marchands, en s'appuyant sur le droit coutumier hanséatique ou sur les lois locales telles que celle de Lübeck.

### Les navires de la Hanse

#### Navires de commerce

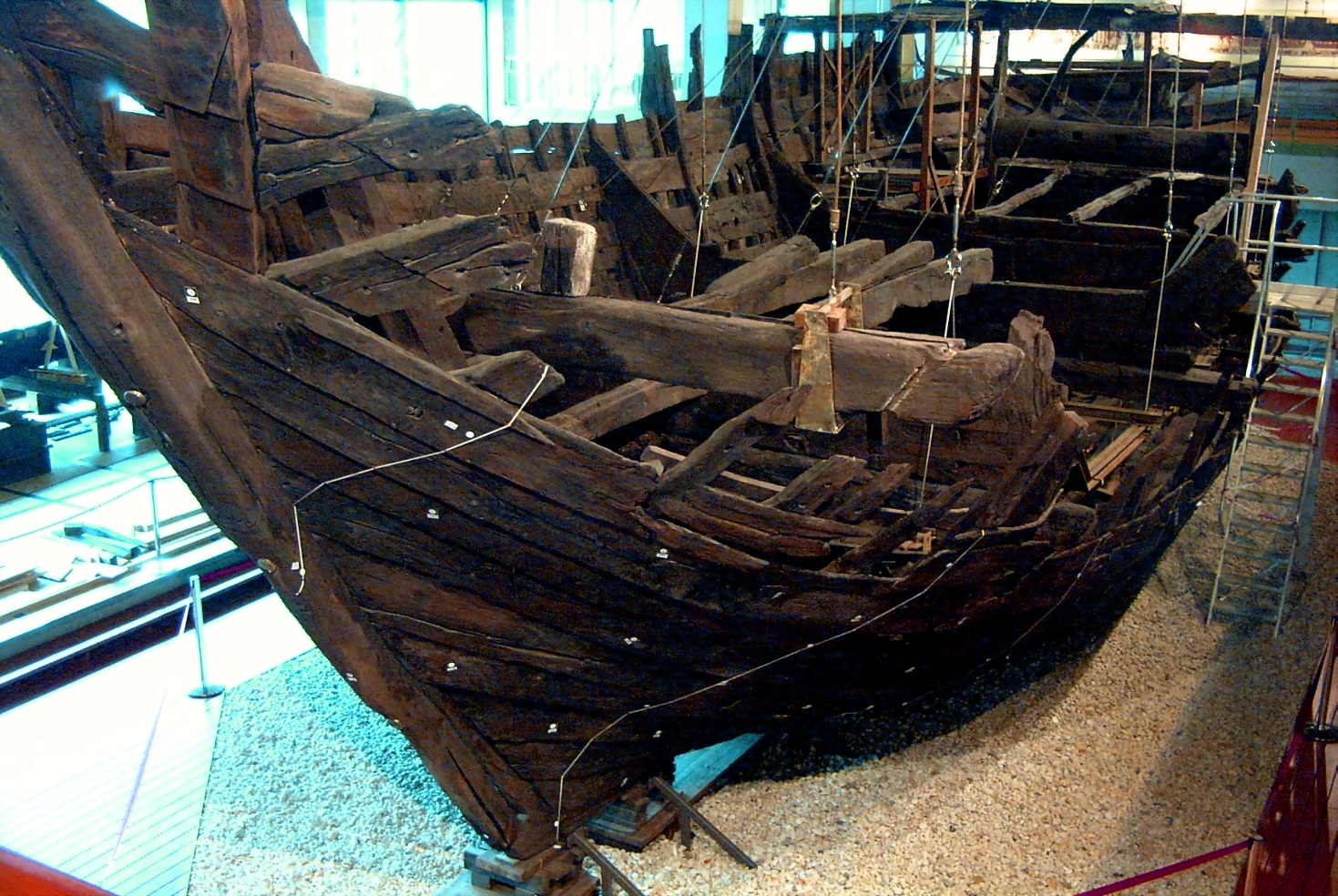
Reconstitution d’un cog hanséatique du XIIIe siècle.

Le navire emblématique de la Hanse est le cog, navire à coque à clins, gouvernail d'étambot et mât unique. Il transportait en moyenne 100 à 150 tonnes. À partir du XVe siècle, il fut progressivement remplacé par le hulk, navire plus grand (jusqu'à 500 tonnes). Ces navires permettaient de constituer des convois commerciaux organisés, comme la « Bay Fleet » traversant la Manche en été.
La flotte hanséatique s’est d’abord constituée autour du cog, ou cogue, navire marchand à fond plat construit principalement en chêne, doté d’un seul mât à voile carrée et d’un gouvernail d’étambot. Ce type apparut à la fin du XIIe siècle et devint la colonne vertébrale du commerce hanséatique jusqu’au XIVe siècle. Le cog pouvait mesurer entre 15 et 24 mètres de long, transporter de 30 à 200 tonnes de cargaison, et disposait de flancs élevés facilitant la défense contre les abordages.

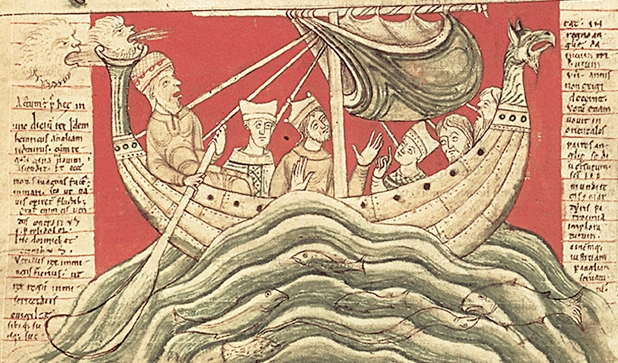
Page de la chronique de John of Worcester décrivant Henry I d'Angleterre dans une houlque.

À partir de la fin du xIIIe siècle, le hulk (ou holk, ou houlque) remplaça progressivement le cog comme principal navire de fret. De conception plus volumineuse, le hulk atteignait parfois 500 à 700 tonnes de charge utile. Il était mieux adapté aux longues distances et aux cargaisons pondéreuses. Son utilisation se généralisa dans les ports hanséatiques du xVe siècle, notamment à Danzig et à Lübeck.

#### Organisation logistique
La Hanse mit également en place une organisation logistique rigoureuse autour du transport maritime. Les navires étaient souvent regroupés en flottes commerciales organisées selon les saisons et les routes. Parmi les plus connues, la Bay Fleet reliait la Hanse aux ports de la Manche (Flandre, Angleterre), tandis que la Schonenfahrt affrétait des convois vers les marchés au hareng de Scanie. Ces flottes partaient souvent de Lübeck ou de Danzig au printemps et revenaient avant l’hiver pour éviter les tempêtes. Chaque flotte pouvait être accompagnée de navires armés pour se protéger de la piraterie ou des attaques de corsaires.
L’organisation des expéditions s’appuyait sur un réseau d’entrepôts, de grues et de quais fortifiés, notamment dans les grands ports hanséatiques. Lübeck, Hambourg, Danzig, mais aussi Bergen et Novgorod, disposaient de quais aménagés pour le chargement rapide de vrac ou de produits conditionnés. Les navires utilisaient des unités de mesure standardisées, telles que la Last (environ 2 000 kg). Des documents de fret, appelés Ladungsrolle, étaient établis pour chaque expédition et archivés par les comptoirs.

#### Navires de guerre

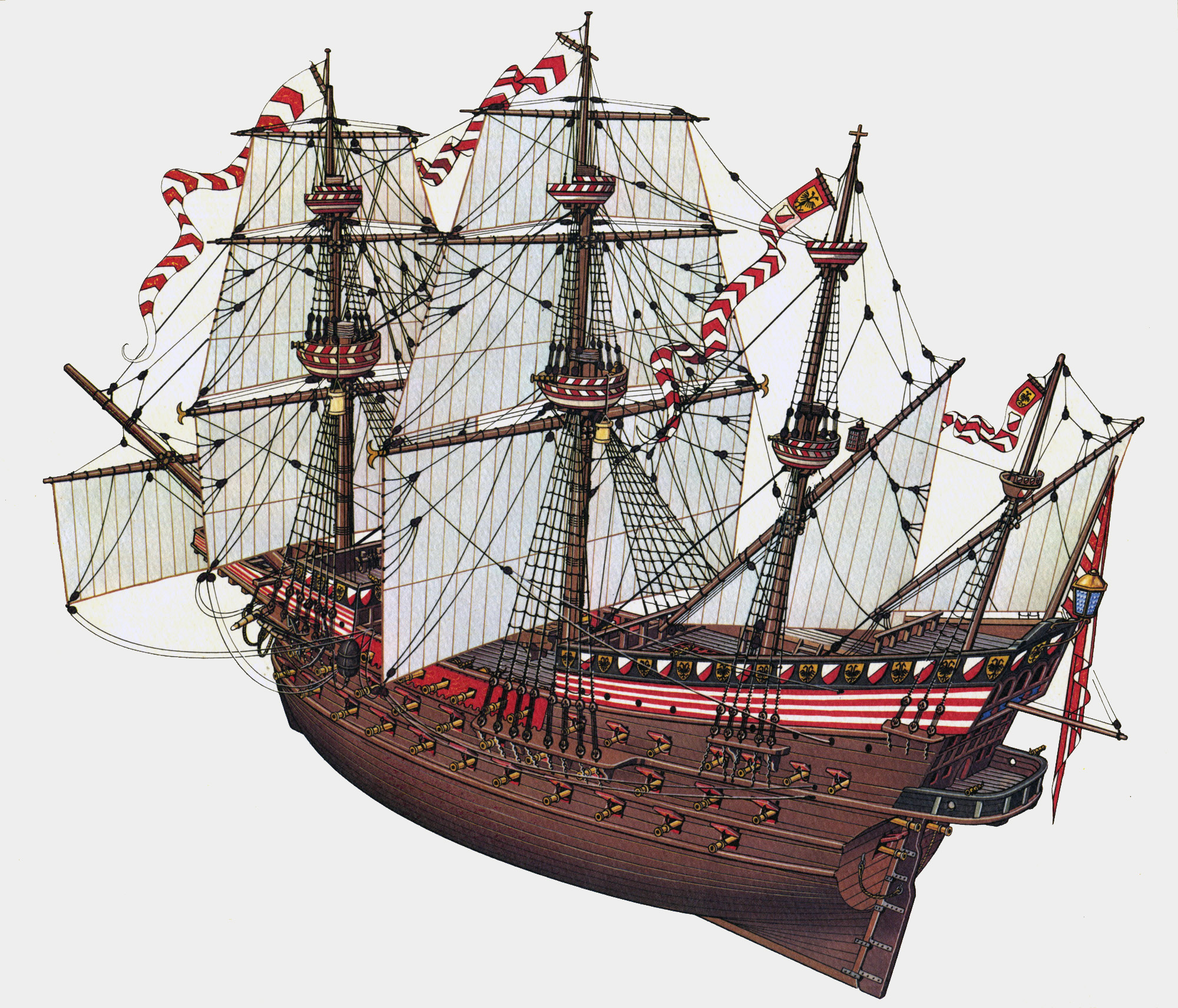
Reconstitution de l’Adler von Lübeck

Outre les cogs armés, la Hanse commanda au xVIe siècle des navires de guerre plus spécialisés, notamment des galéons. Le plus célèbre fut l'Adler von Lübeck, construit en 1566, long de 78 mètres pour un tonnage estimé entre 2 000 et 3 000 tonnes. Conçu pour la guerre contre la Suède, il embarquait jusqu'à 138 canons et des centaines d'hommes. Il ne fut jamais engagé en combat et servit de navire de transport avant son déclassement en 1581
D'autres navires comme le Peter von Danzig, commandé par le corsaire Paul Beneke dans les années 1470, furent également armés pour des missions militaires. Utilisé comme corsaire sous lettre de marque, ce navire captura plusieurs navires anglais, illustrant la capacité de la Hanse à mêler activités commerciales et opérations navales.

#### Drapeaux hanséatiques
Les navires hanséatiques arboraient des pavillons et emblèmes spécifiques à leur ville d'origine, mais partageaient aussi des signes visuels communs témoignant de leur appartenance à la Ligue. Le plus répandu était un drapeau bicolore rouge et blanc, hérité des couleurs de Lübeck, ville dominante de la Hanse. Ce pavillon devint progressivement un symbole fédérateur, fréquemment hissé sur les navires et bâtiments officiels des villes membres. D'autres villes adoptaient leurs propres variantes, comme Hambourg, dont les navires portaient une bannière représentant une porte fortifiée sur fond rouge. Ces éléments visuels jouaient un rôle à la fois diplomatique, identitaire et stratégique, permettant aux Hansards de signaler leur statut et de revendiquer leurs privilèges commerciaux dans les ports étrangers. À terre, ces couleurs étaient également visibles sur les entrepôts, les sceaux, ou encore les insignes des représentants des comptoirs.

### Effets économiques sur les régions concernées
Dans les régions orientales (Danzig, Riga, Reval), la Hanse a accéléré le développement portuaire, l'exploitation céréalière et les exportations massives de grain vers l'Europe occidentale. En contrepartie, les centres manufacturiers occidentaux comme la Flandre ou l'Angleterre virent leur production textile et artisanale stimulée par la demande hanséatique. La Hanse a imposé des blocus économiques (Bruges, Norvège, Novgorod) pour faire respecter ses privilèges, générant parfois des crises locales. Elle a également encouragé la diffusion de normes juridiques, de réglementations commerciales communes et le développement d'infrastructures (phares, entrepôts, quais).

## Chronologie
- 1157 : Fondation de Lübeck, future capitale de la Hanse.
- 1241 : Alliance commerciale entre Lübeck et Hambourg — étape importante dans la constitution de la Hanse.
- 1356 : Premier grand Hansetag (assemblée générale) à Lübeck.
- 1361–1370 : Guerre dano-hanséatique ; victoire de la Hanse.
  - 1365 : Traité de Vordingborg : fin de la première phase de la guerre dano-hanséatique
  - 1367 : Constitution de la Confédération de Cologne et lancement de la seconde phase
  - 1370 : Traité de Stralsund : la Hanse obtient le contrôle de plusieurs ports et droits en mer Baltique.
- 1426-1435 : Seconde guerre dano-hanséatique
  - 1435 : second traité de Vordingborg
- 1438-1441 : Guerre néerlando-hanséatique
- 1470–1474 : Guerre anglo-hanséatique
  - 1474 : Traité d’Utrecht : rétablissement des privilèges de la Hanse en Angleterre, notamment le Steelyard à Londres.
- 1494 : Fermeture du comptoir hanséatique de Novgorod par Ivan III.
- 1550–1600 : Déclin progressif de la Hanse, perte d’influence face aux puissances émergentes (Angleterre, Provinces-Unies, Suède).
- 1618–1648 : La Guerre de Trente Ans ruine les routes commerciales et affaiblit les villes hanséatiques.
  - 1648 : Paix de Westphalie : marginalisation de la Hanse dans le nouvel ordre européen.
- 1669 : Dernier Hansetag, avec seulement six villes représentées.
- 1862 : Fin officielle de la Hanse.

## Liste des villes et comptoirs de la Hanse

### Zone wende regroupant le Mecklembourg, la Poméranie et le Brandebourg
- Lübeck (capitale)
- Lunebourg
- Rostock

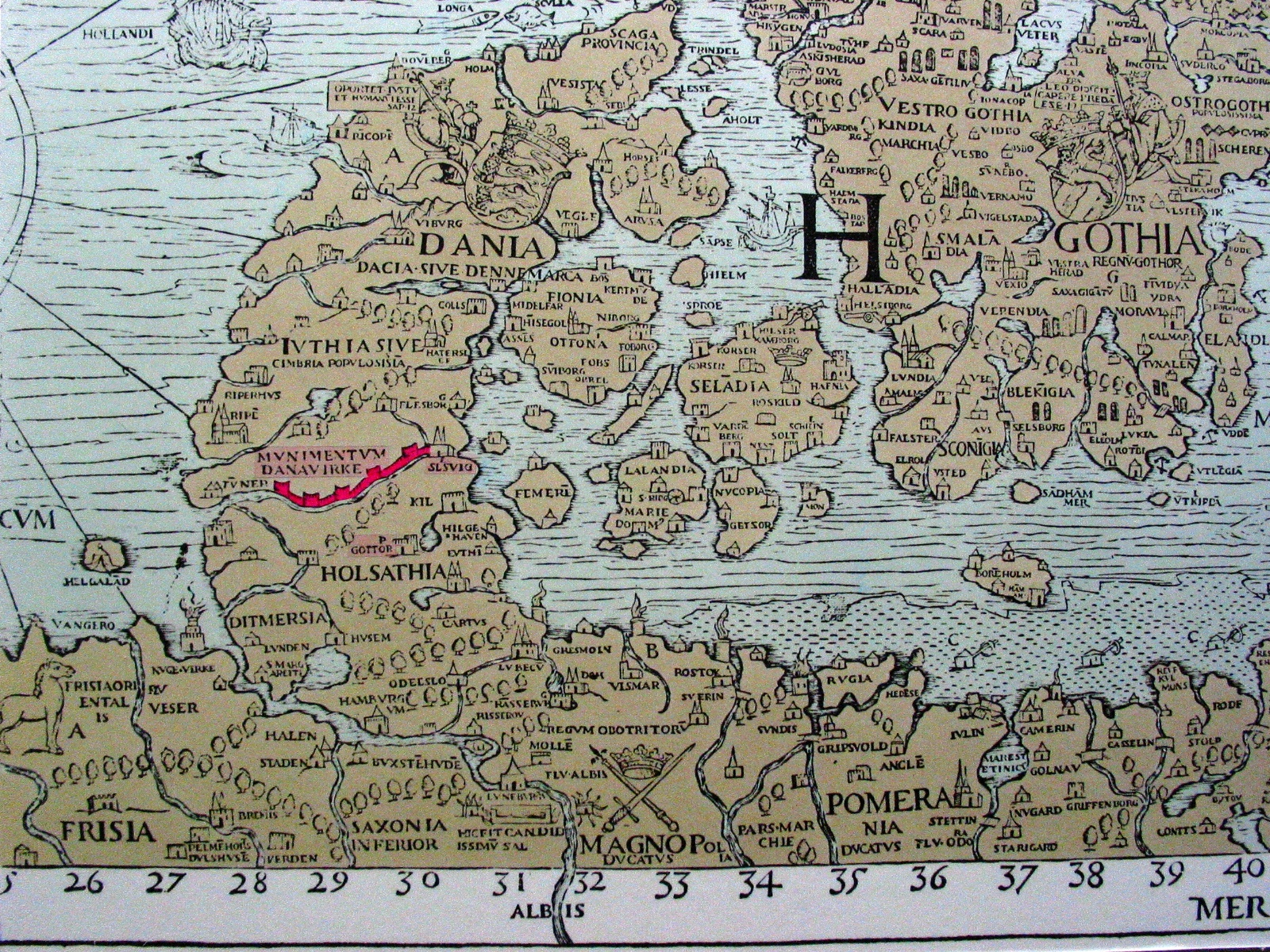
Cités du Cercle wende et de Poméranie.

- Stettin (aujourd'hui Szczecin) : retrait officiellement constaté en 1518
- Stralsund
- Wismar
- Greifswald

### Zone saxonne
- Brunswick (capitale)
- Berlin : retrait vers 1450, officiellement constaté en 1518
- Brême
- Erfurt
- Francfort-sur-l'Oder : retrait vers 1450, officiellement constaté en 1518
- Goslar
- Hambourg : amorcée dès 1246
- Magdebourg

### Zone prusso-livonienne
- Dantzig (aujourd'hui Gdańsk, capitale) : adhésion en 1360, participe au congrès de 1669
- Breslau (aujourd'hui Wrocław) : adhésion vers la fin du XIVe siècle, retrait en 1474, officiellement constaté en 1518
- Dorpat (aujourd'hui Tartu)
- Elbing (aujourd'hui Elbląg)
- Königsberg (aujourd'hui Kaliningrad)
- Réval (aujourd'hui Tallinn)
- Riga
- Stockholm
- Thorn (aujourd'hui Toruń)
- Culm (aujourd'hui Chełmno)
- Visby
- Cracovie : adhésion en 1385, retrait officiellement constaté en 1518

### Zone westphalienne
- Cologne (capitale)
- Ruremonde : retrait officiellement constaté en 1518
- Deventer
- Dortmund
- Groningue, retrait officiellement constaté en 1518
- Kampen
- Osnabrück
- Soest

### Les comptoirs de la Hanse
La Hanse possédait des comptoirs appelés kontors (en) dans de nombreuses villes. Ces kontors sont des bureaux de commerce de la Hanse établis à l'étranger. Parmi tous les kontors seul celui de Bergen fermé en 1754 existe toujours aujourd'hui, il figure dans la liste du patrimoine mondial de l'UNESCO depuis 1979.

Les entrepôts en bois du Bryggen, le quartier hanséatique à Bergen en bordure nord du vieux port, au voisinage de la vieille forteresse et de la tour Rosenkrantz.

#### Comptoirs principaux

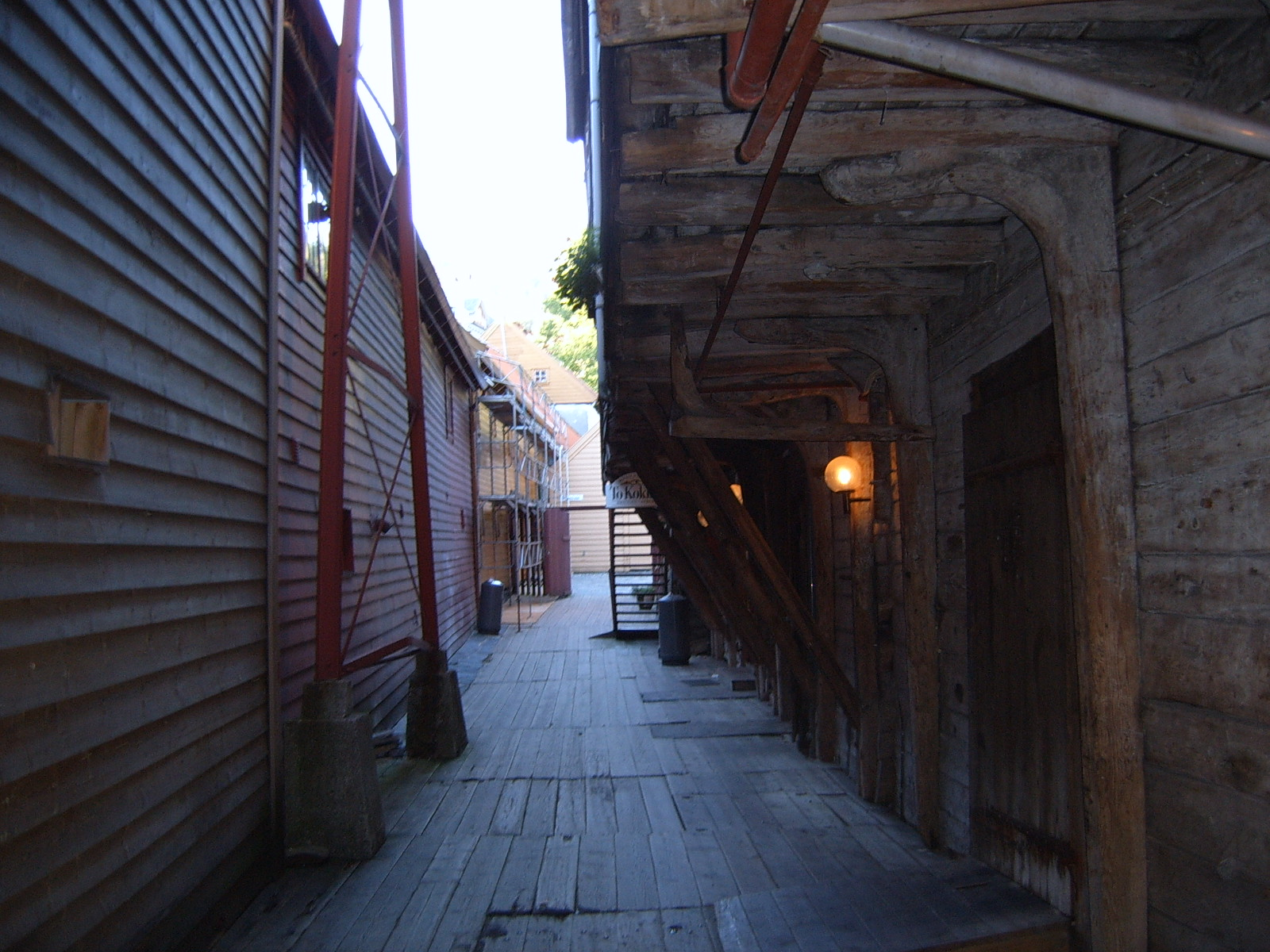
Vieille maison de Bryggen, quartier hanséatique de Bergen.

- Bergen : le kontor de Bergen fut fondé en 1278 et fermé en 1754 ;
- Bruges : le kontor de Bruges fut fondé en 1253 et délocalisé en 1520 à Anvers ;
- Londres : le kontor de Londres fut fondé en 1320 et fermé définitivement en 1598 ;
- Novgorod : le kontor de Novgorod fut fondé en 1286 et fermé en 1494.

#### Comptoirs secondaires
- Anvers
- Boston
- Damme
- Dunkerque
- Édimbourg
- Hull
- Ipswich
- King's Lynn

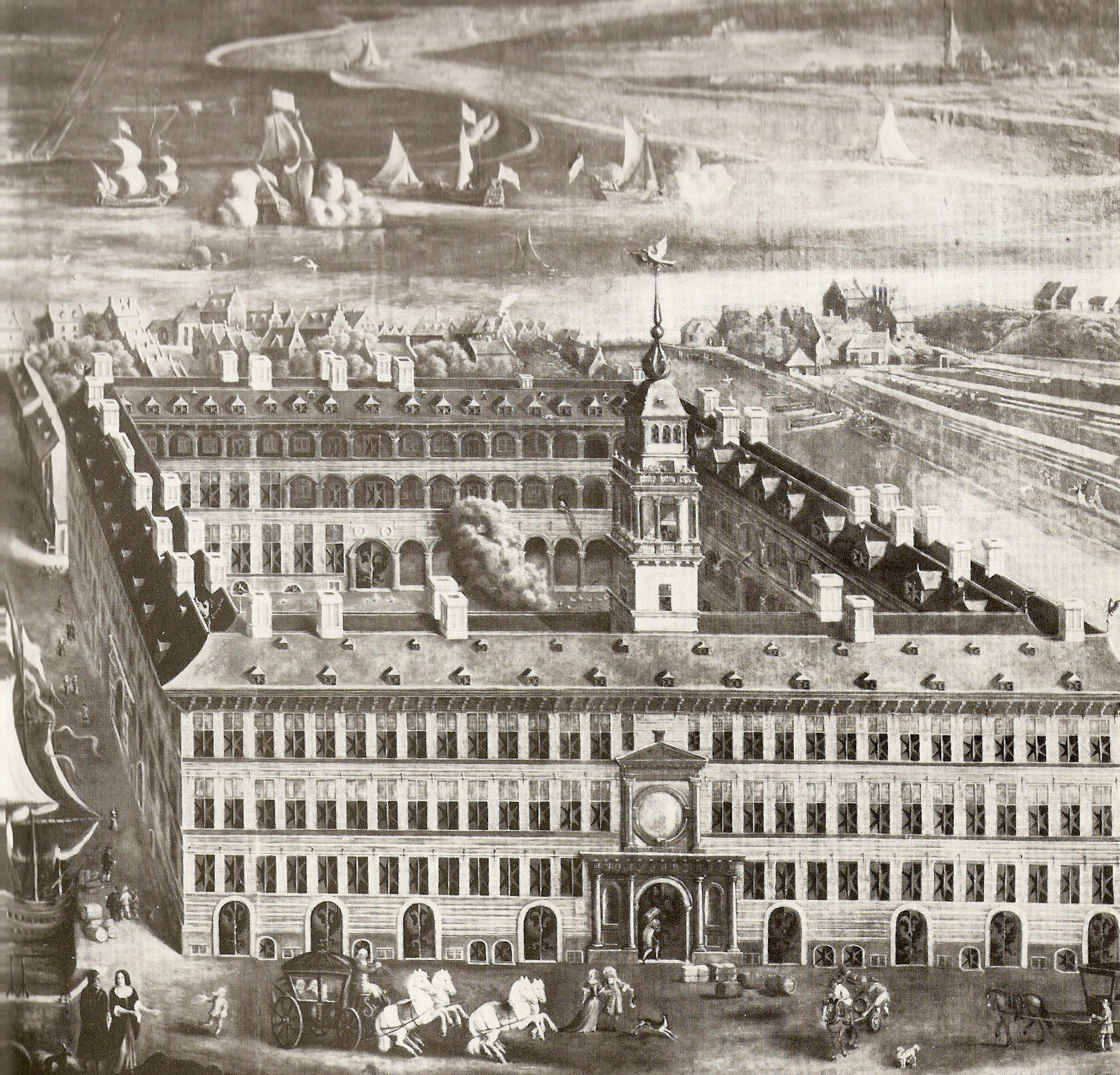
Kontor à Anvers

- Kowno (aujourd'hui Kaunas) : fondé en 1400, fermeture en 1540
- Newcastle
- Polotsk
- Pskov
- Yarmouth
- York

#### Autres comptoirs de la Hanse
Liste des villes où la Hanse possédait aussi un comptoir.
- Åbo (aujourd'hui Turku)
- Alfeld
- Anklam
- Arnhem
- Bolsward
- Bordeaux
- Brandebourg-sur-la-Havel
- Culm (aujourd'hui Chełmno)
- Demmin
- Doesbourg
- Duisbourg
- Einbeck
- Fellin (aujourd'hui Viljandi)
- Gand
- Goldingen (aujourd'hui Kuldīga)
- Göttingen
- Greifswald
- Halle-sur-Saale
- Hanovre
- Harlingen
- Herford
- Hildesheim
- Hindeloopen
- Kalmar
- La Rochelle
- Mersebourg
- Minden
- Münster
- Nantes
- Narva
- Nimègue
- Paderborn
- Pernau (aujourd'hui Pärnu)
- Perleberg
- Quedlinbourg
- Salzwedel
- Smolensk
- Stargard
- Stendal
- Tver
- Uelzen
- Wenden (aujourd'hui Cēsis)
- Wesel
- Windau (aujourd'hui Ventspils)
- Wolmar (aujourd'hui Valmiera)
- Zutphen
- Zwolle